# Histoire de la bande dessinée
L'histoire de la bande dessinée pour être générale doit au moins être décrite au regard des trois principaux pôles de la création artistique de la bande dessinée — l'Europe qui a vu sa création, les États-Unis à qui nous devons sa popularité et l'Asie qui représente aujourd'hui la plus grosse production de bandes dessinées avec le Japon et la Corée — et remettre la création de la bande dessinée dans le contexte qui l'a vue naître.

## Prémices

### De la Préhistoire au Moyen Âge

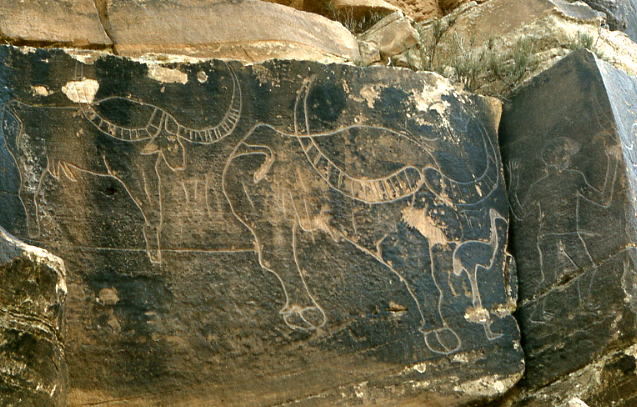
Pétroglyphe du Néolithique dans la wilaya d'El Bayadh en Algérie.

La bande dessinée est un ensemble d'images picturales et autres (photographies, gravures...), volontairement juxtaposées en séquences destinées à transmettre des informations et/ou à provoquer une réaction esthétique chez le lecteur. Certains éléments graphiques et narratifs remontent à la Préhistoire, mais ne sont pas encore séquentiels. Dès le Paléolithique supérieur (35 000-10 000 av. J.-C.), les humains commencent avec l'art rupestre — peinture et gravure sur rocher — et l'art pariétal — peinture et gravure sur des parois de grotte — à créer des narrations graphiques sur des supports durs et frontaux afin d'obtenir un panorama visuel.

#### Bassin méditerranéen et Proche-Orient

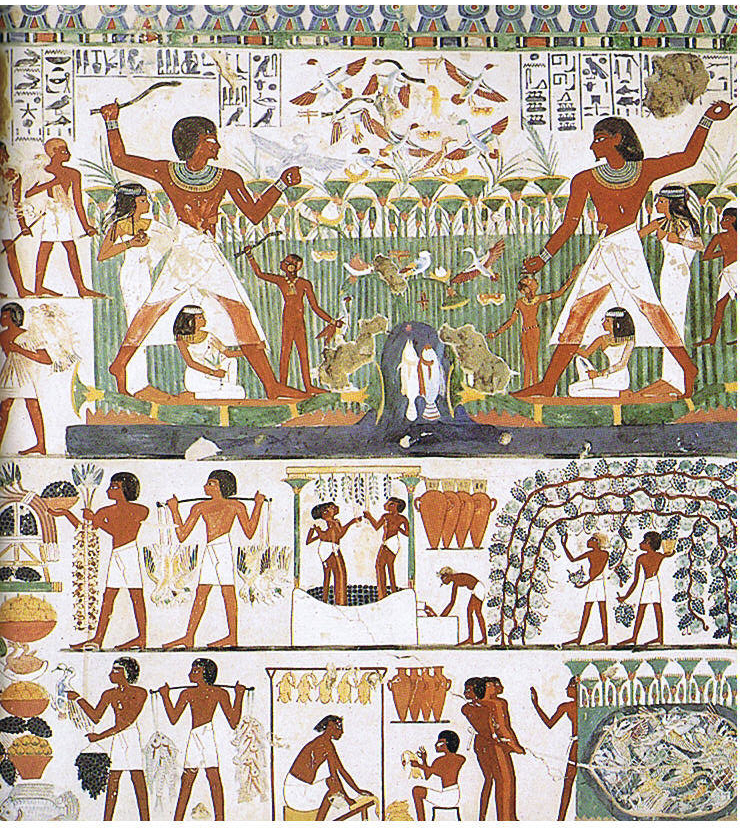
Chasse et pêche dans le marais, TT52, Égypte, XIV avant notre ère.

Au IVe millénaire avant notre ère apparaissent en Égypte antique les hiéroglyphes, un système d'écriture comprenant des caractères pictographiques où les représentations humaines et animales sont très présentes. Différentes narrations séquentielles ornent les tombes (hypogées et mastabas) et les temples. Elles racontent certaines scènes de la vie quotidienne ou bien parfois de la mythologie égyptienne. On retrouve également en Égypte des enluminures accompagnant des textes sur des rouleaux de papyrus.

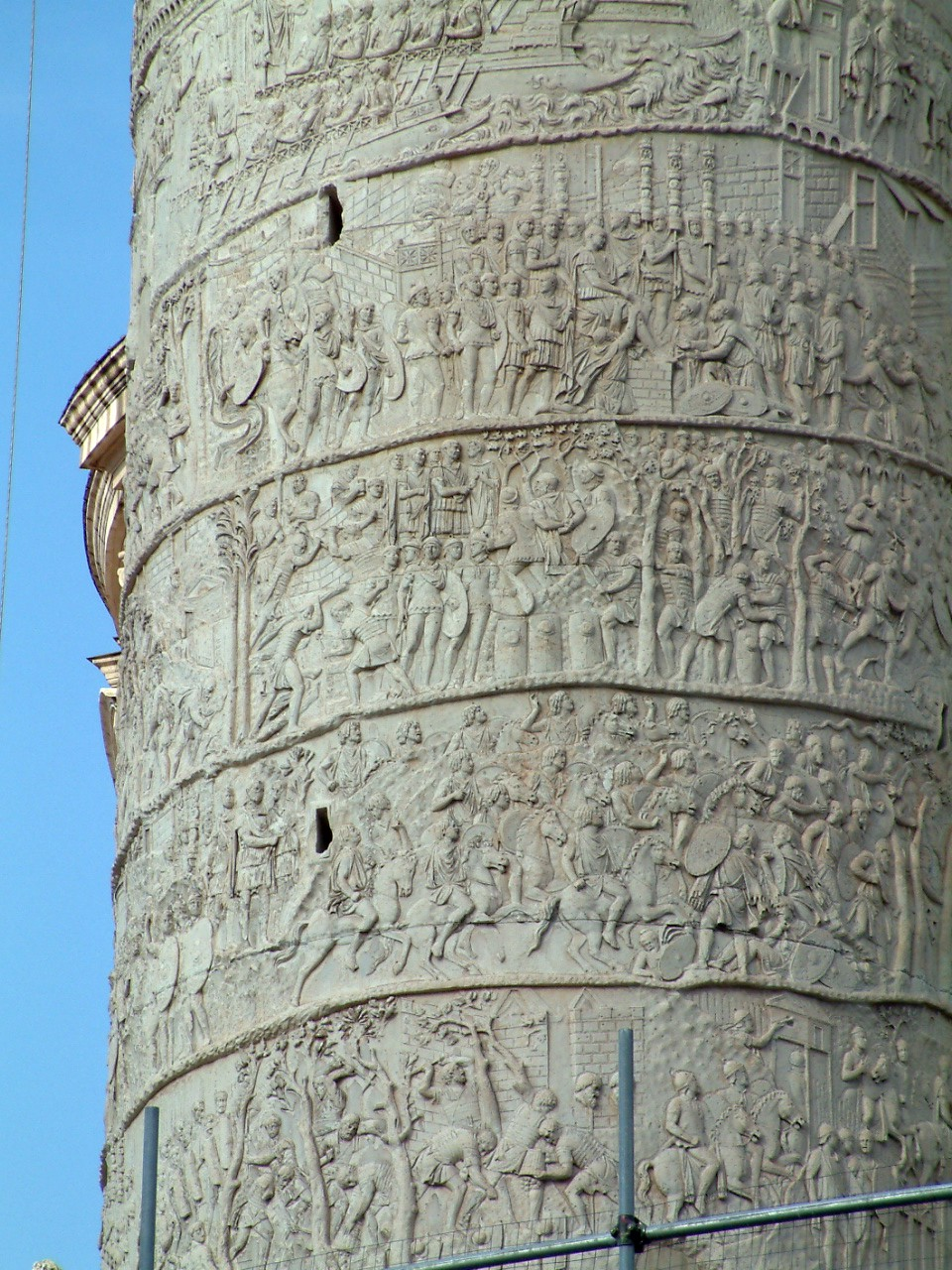
Colonne Trajane.

Vers -1800, en Mésopotamie, les fresques sont utilisées à des fins narratives ainsi que le sceau-cylindre.
Vers -1600, la civilisation minoenne élabore des fresques murales narratives (site d'Akrotiri).
En Grèce antique, la peinture sur céramique délaisse peu à peu le style géométrique et devient figurative à partir du IXe siècle av. J.-C. à Athènes, représentant scènes guerrières, religieuses ou de la vie quotidienne. Il s'agit aussi des premières œuvres picturales à être signées.
La colonne Trajane, en marbre de Paros et d'une hauteur de 29,78 mètres (100 pieds romains), présente des reliefs qui forment une narration séquentielle sous forme de frise continue en bas-reliefs de 200 mètres de long. Commandée par l'empereur Trajan, elle est érigée en 113. Cette narration séquentielle, probablement dessinée par l'architecte syrien Apollodore de Damas, raconte les guerres daciques de Trajan.
Au cours du XIe siècle, une fresque du jugement dernier est peinte au monastère de Saint-Moïse-l'Abyssin en Syrie.

#### Moyen-Orient et Extrême-Orient

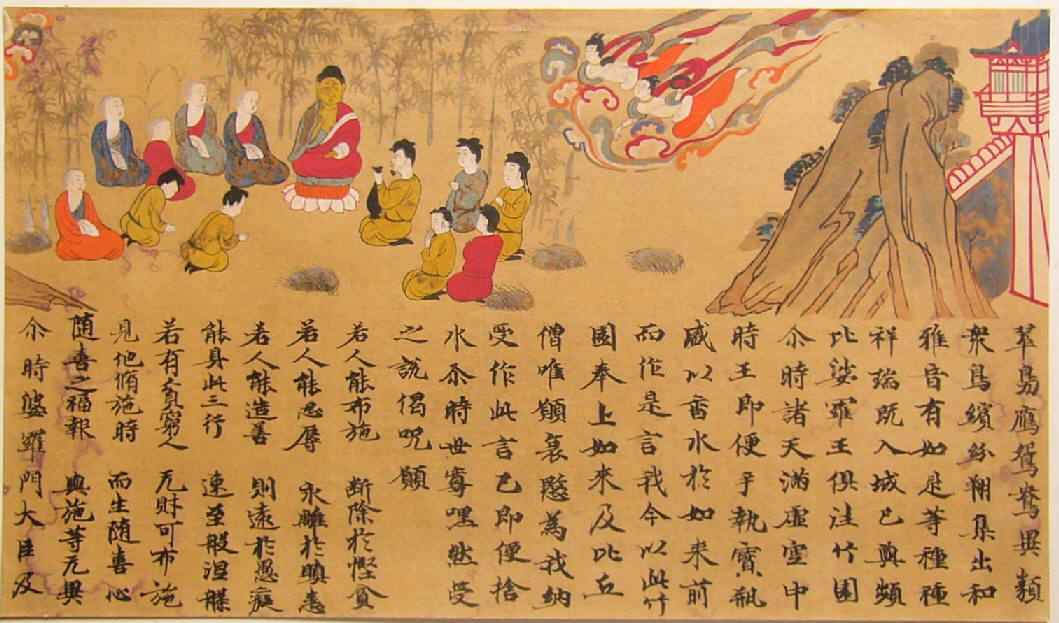
Sūtra illustré des Causes et des Effets, VIII, Japon.

En Chine, l'invention du papier semble dater d'au moins -8 avant notre ère. Cai Lun aurait codifié par écrit en 105 la fabrication du papier. L'imprimerie, utilisant la xylographie y fut inventée au VIIIe siècle. Ces deux inventions permirent de développer rapidement et à moindre coût une production de livre illustrés. Ils sont rapidement diffusés en Chine, Corée, Japon et Viêt Nam avec le bouddhisme. On retrouve alors des livres et des rouleaux ou de courts textes sont parfois ajoutés aux images. Des rouleaux en Chine, Corée et Japon représentent parfois des narrations séquentielles, les différentes étapes des épopées sur une seule feuille, les changements de paysages servent aux changements de contexte.

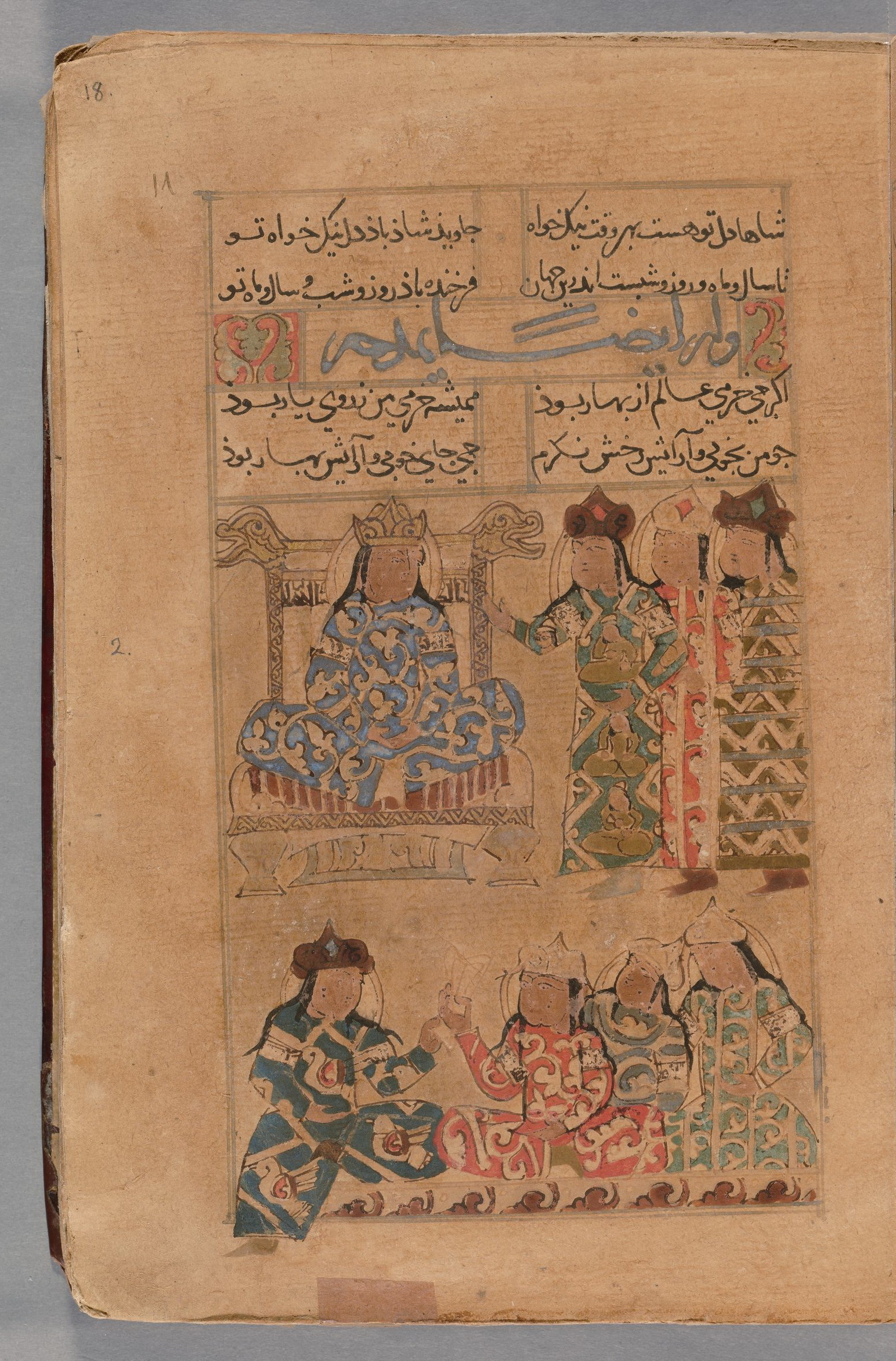
Narration séquentielle en 1156 en Perse.

Ces techniques furent ensuite récupérées par l'Empire mongol avec Gengis Khan, et la dynastie Yuan. On sait qu'après 1207, les armées mongoles transportaient avec eux du matériel xylographique durant leurs conquêtes, au Moyen-Orient et en Europe, dont on retrouve certaines traces en Perse. On sait qu'ils utilisaient la xylographie notamment pour produire des édits, mais les traces de ces documents sont rares, les supports étant périssables.
Il existe différents manuscrits illustrés persans, datant du XIe siècle et XIIe siècle, il s'agit majoritairement de textes agrémentés d'enluminures. Il arrive parfois que des événements suivent une narration séquentielle de plusieurs images (voir image ci-contre).

### En Europe

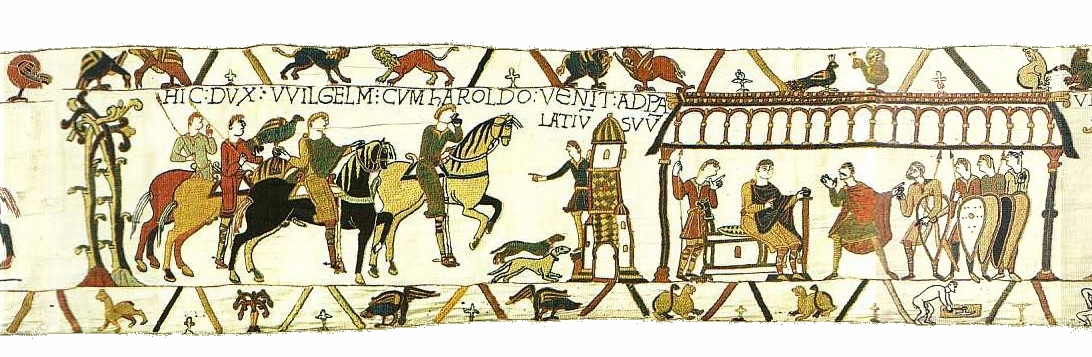
Détail de la tapisserie de Bayeux.

La tapisserie de Bayeux, tissée entre 1066 et 1082 est constituée de neuf teintes naturelles de laine brodées sur du lin bis sur une longueur de 68,30 mètres et une laize d'environ 50 centimètres,. Elle retrace la conquête normande de l'Angleterre par Guillaume le Conquérant. Différentes batailles majeures de cette conquête y sont décrites. Elle est souvent qualifiée de bande dessinée romane.

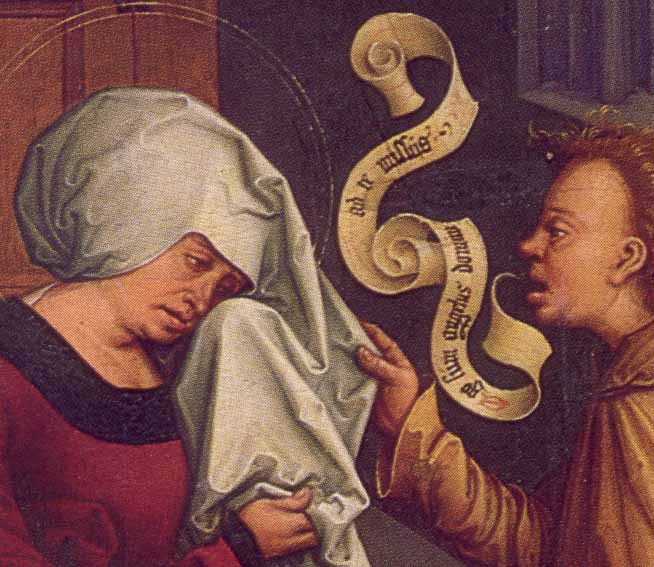
Phylactère en 1506, Strigel.

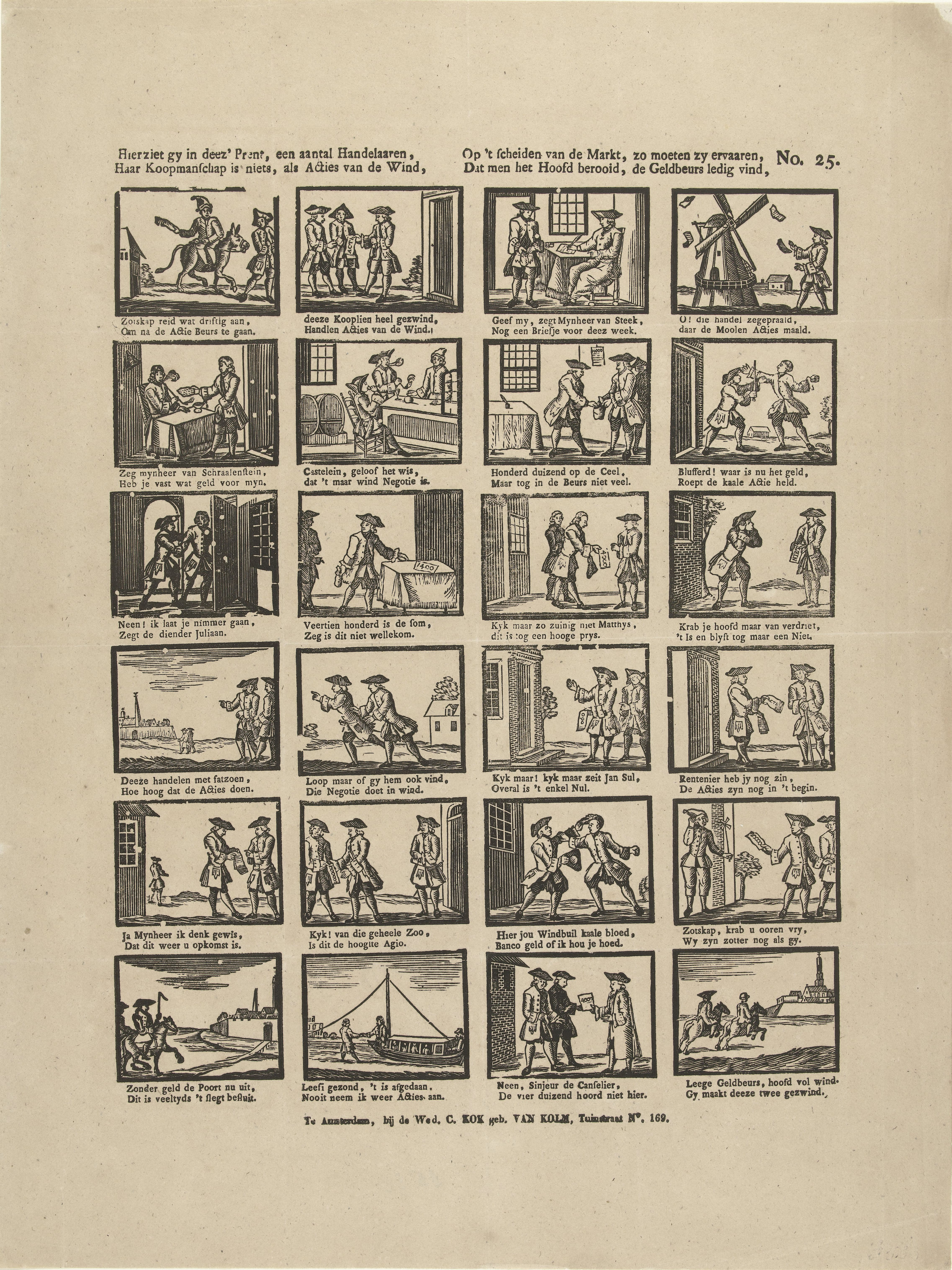
Histoire en images avec légendes (gravure sur bois, Pays-Bas, 1720).

Des phylactères, communément appelés bulles, apparaissent en Europe dans les peintures et tapisseries du XVe siècle, rendant le personnage propriétaire et responsable de sa parole.
Avant l’invention de la lithographie par l’Allemand Aloys Senefelder en 1796, les artistes graphistes ne sont pas uniquement des dessinateurs : ils sont, à l'image d'Albrecht Dürer, des graveurs. Ils doivent passer par l’intermédiaire, soit de la sculpture d’une plaque de bois, la xylographie, soit de la gravure d’une feuille de cuivre, la taille-douce ou l’eau-forte, pour produire et reproduire leurs œuvres. Ces techniques ont parfois pour effet de retirer toute spontanéité au trait. Avec la lithographie, qui permet le dessin direct au crayon gras ou à l’encre grasse, Aloys Senefelder libère la main de l’artiste qui peut se passer de l’étape de la gravure pour obtenir une estampe.
Dans toute l'Europe existe une littérature populaire par estampes qui présente souvent un début de structure narrative. En Europe de l'Est, particulièrement en Russie, en Pologne, et en Ukraine, se vendent des loubki (лубо́к), très appréciées jusqu'au XXe siècle.
En Catalogne, à partir du XVIIe siècle, se développe la publication des auques. L'auca, en catalan « oie », vient du jeu de l'oie, dont elle reprend le principe de dessins successifs sur une feuille imprimée : rapidement, elle se codifie en une suite de 48 dessins accompagnés de textes rimés, qui racontent une histoire sur des thèmes extrêmement variés. La tradition des auques s'est perpétuée jusqu'à nos jours en Catalogne.
En France, dès 1796, la même année que l'invention de la lithographie, les premières images sont imprimées en série par l'Imagerie d'Épinal. D’abord imprimées avec des planches de bois gravées et coloriées au pochoir, elles se présentent généralement sous la forme de dessin pleine page et reprennent des sujets populaires (images pieuses, chanson, comptines, devinettes, histoire de France, etc.), mais rapidement apparaissent des planches de vignettes comportant un texte explicatif disposé sous la vignette. En 1820, le fondateur Jean-Charles Pellerin adopte la lithographie et, dix ans plus tard, la technique de la chromolithographie de Godefroy Engelmann. Les images « pleine page » prennent rapidement le nom de « chromos », synonyme de couleurs vives, pour conter les hauts faits de l'histoire de France. Les pages de vignettes sont les traditionnelles images d'Épinal. Dès qu'elles deviennent des planches composées d'images ayant un enchaînement logique, ce sont enfin des « histoires en images ».

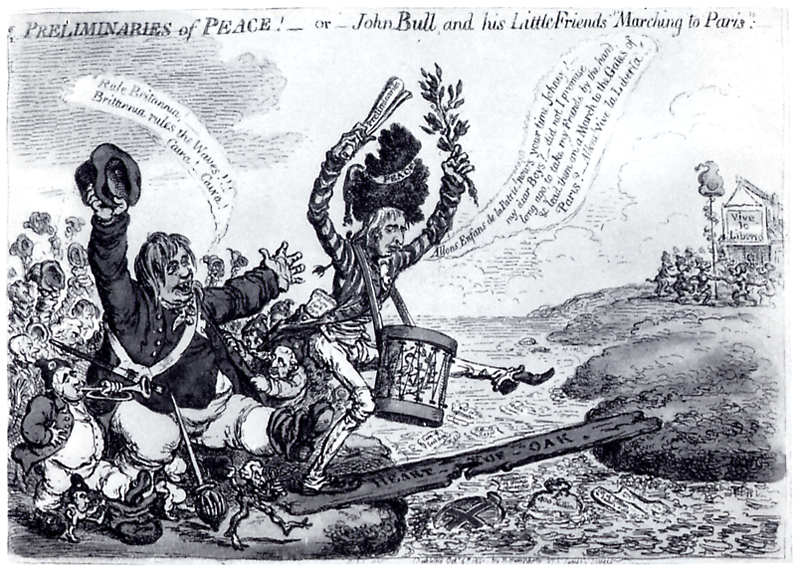
John Bull par James Gillray (6 octobre 1801) : le premier personnage récurrent.

En Angleterre à la fin du XVIIIe siècle, se développent les dessins satiriques et les caricatures.
Les clients et les sujets (la Révolution française, l’opposition de la France et de l’Angleterre, la bourgeoisie, etc.) ne manquent pas. L'utilisation de la lithographie permet l’explosion de l’estampe politique et/ou sociale dans laquelle excellent Thomas Rowlandson, George Cruikshank et principalement James Gillray qui connaît un grand succès populaire avec la critique de la politique française. Gillray est l'un des premiers dessinateurs à utiliser des personnages récurrents, comme John Bull (représentant le peuple anglais créé par John Arbuthnot en 1712) ou Britannia (symbolisant la nation anglaise) et le phylactère moderne comme support à la parole de ses personnages caricaturés.
À la fin du XIXe siècle, à la différence des États-Unis où la presse est d’information et familiale, la presse française est une presse d’opinion à destination d’un lectorat adulte et politisé, certains journaux se spécialisent dans le genre satirique faisant largement appel à la caricature à l'exemple d'Honoré Daumier dans Le Charivari.

### Au Japon
Au Japon, l'époque d'Edo (vers 1600, jusqu'en 1868) se caractérise notamment par une fermeture du pays sur lui-même, le Japon ne conserve que quelques liens avec la Corée. Les étrangers ne sont pas admis sur le sol japonais, sous peine de mort, excepté certains contacts restreints avec des marchands chinois et hollandais sur l'île de Dejima.

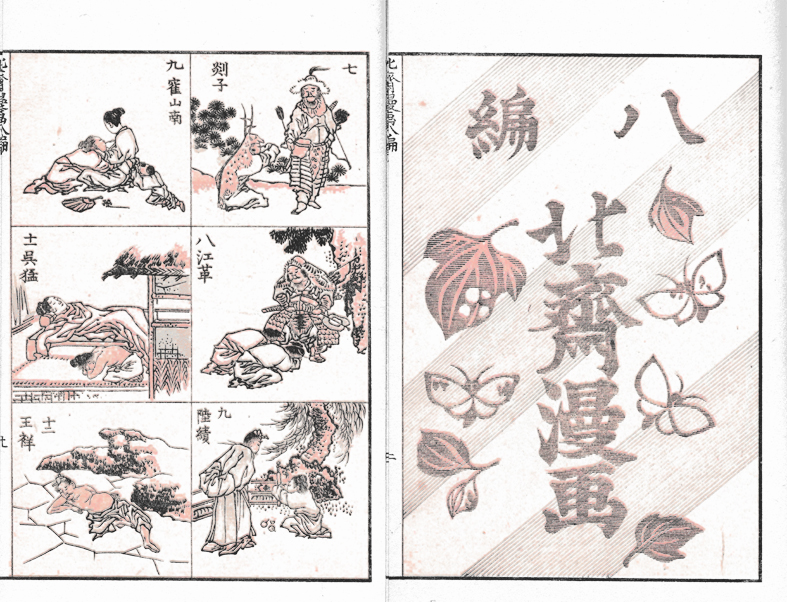
Couverture et planche du huitième volume de la manga de Gakyōjin Hokusai 1817.

Pendant cette période, la culture artistique japonaise ne subit aucune influence occidentale. L'art graphique japonais est alors riche avec les emakimono d’origine chinoise (XIIe siècle) et, avec la montée de la culture populaire pendant l'ère Edo, un type d'estampes nommé ukiyo-e devint un art majeur. Initialement, ces estampes sont exclusivement réalisées à l’encre de Chine puis certaines épreuves sont colorées au pinceau. Au XVIIIe siècle Suzuki Harunobu développe la technique d’impression polychrome pour produire des nishiki-e. C'est en 1814 que « Gakyōjin » Hokusai, « le Fou de dessin », présente certaines pages de ses croquis, comportant aussi des caricatures (au sens occidental du terme), dans des cases accompagnés de texte sous le nom de Manga.
L'isolement de l'ère Edo dure 200 ans, jusqu'à ce que le Commodore Matthew Perry force le Japon à s'ouvrir au commerce avec la convention de Kanagawa, obtenue par la corruption en 1854, et finit par aboutir en 1867 à l'ère Meiji.

## Invention puis internationalisation de la bande dessinée (de 1827 aux années 1880)
Née en Suisse avec les histoires de Rodolphe Töpffer (voir l'Histoire de monsieur Jabot), la première forme de bande dessinée se diffuse très rapidement dans de nombreux pays d'Europe et d'Amérique. Publiée d'abord en albums, elle se développe ensuite, sur le modèle allemand, essentiellement dans des journaux satiriques, où plusieurs bandes sont alors présentes à chaque page. Ces histoires, satiriques ou humoristiques, restent peu éloignées, jusqu'à la fin des années 1880, des types d'histoires publiées par Töpffer. Toujours en noir et blanc, parfois muettes, les bandes dessinées d'alors sont quasi exclusivement accompagnées de textes présents sous les cases, allant de la simple indication de dialogue (elles ont alors un rôle similaire au phylactère) à des explications plus développées. Cependant, ces textes, très courts (une phrase en général), n'ont qu'un rôle utilitaire, ce qui permet de les différencier de ceux des textes illustrés. L'Asie, et particulièrement le Japon, commence à s'ouvrir à l'Occident sans développer la bande dessinée. En Afrique, celle-ci reste inexistante.

### Rodolphe Töpffer, premier auteur de bande dessinée en 1827

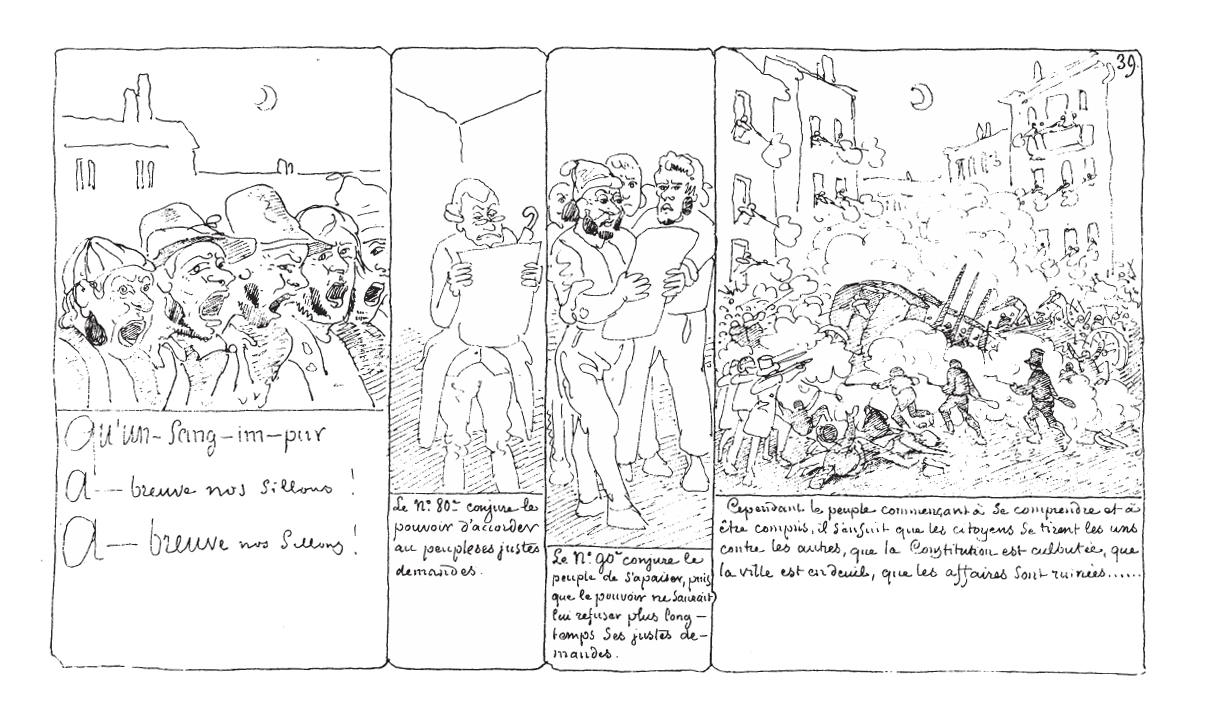
Une planche d'Histoire d'Albert d'apparence très moderne.

Rodolphe Töpffer, célèbre écrivain et pédagogue suisse du début du XIXe siècle, est considéré comme le premier auteur de bande dessinée et le premier théoricien de ce nouvel art. Il publie 1827 le brouillon des Amours de Monsieur Vieux Boix puis réalise en 1831 l’Histoire de M. Jabot, histoires qu'il fait circuler dans son pensionnat et dans les milieux littéraires européens. Ces histoires se présentent sous une forme inédite : le dessin, en noir et blanc, très inspiré par la caricature anglaise du XVIIIe siècle (William Hogarth, Thomas Rowlandson, James Gillray, etc.), est disposé en bandes, une par page ; les cases, non uniformes, sont séparées par un trait vertical ; le texte est disposé sous la forme d’un récitatif en dessous du dessin. Ni séquence de caricatures politiques, ni texte illustré, M. Jabot est une nouveauté, que Töpffer propose de nommer « littérature en estampes ». Cette conscience par l'auteur d'une originalité de son mode d'expression, la présence d'un héros, puis la publication du récit en album en 1833, ainsi que du caractère indissociable des images et du texte dans la narration font de cette œuvre la première bande dessinée.
Avant même la parution du premier album, les éloges fusent. Goethe, auquel Frédéric Soret avait transmis fin 1830 deux brouillons de Töpffer, en dit, selon Eckermann : « C'est vraiment trop drôle ! C'est étincelant de verve et d'esprit ! Quelques-unes de ces pages sont incomparables. S'il choisissait, à l'avenir, un sujet un peu moins frivole et devenait encore plus concis, il ferait des choses qui dépasseraient l'imagination ». Ces encouragements enhardissent Töpffer, qui fait circuler ses livres dessinés à la main auprès d'aristocrates choisis. Il crée sept autres bandes dessinées de 1827 à 1845.
Töpffer double également ses créations d'un premier corpus théorique. On trouve des réflexions concernant la « littérature en estampes » dans Réflexions à propos d'un programme (1836), ses textes de présentation de L'Histoire de Monsieur Jabot ou sa correspondance (particulièrement avec Cham). La parution en 1845 de l'Essai de physiognomonie, rétrospectivement le premier essai consacré à la bande dessinée, montre que Töpffer « a (…) perçu l'essentiel de sa spécificité » : interdépendance des dessins et du texte, importance du personnage, dessin narratif, art aux possibilités identiques à celles de tous les autres, etc..
Cependant, c'est avec la parution en livre des histoires de Töpffer, selon le procédé autographique, qui permet de garder la spontanéité du trait, que la « littérature en estampes » se diffuse. Le premier album, Histoire de Monsieur Jabot, tiré à 500 exemplaires en 1833, à un prix relativement cher, est épuisé en un an. Les albums sont rapidement diffusés en France, redessinés, pour des raisons techniques, par les éditions Aubert, éditeur du Charivari, « dans un style plus raide et laborieux ». En 1846, les six premières histoires sont publiées en édition bilingue français-allemand en six volumes, précédées d'une introduction du réputé professeur d'esthétique Friedrich Vischer. Avant la fin des années 1840 étaient également parues des traductions néerlandaises, anglaises (d'abord en album en 1841 en Grande-Bretagne, puis en 1842 en supplément de la revue américaine Brother Jonathan), danoises (1847), etc.. En 1860, les éditions Garnier publient les œuvres originales de Töpffer en France. Cette diffusion internationale des histoires du fondateur de la bande dessinée suscite la création de nouvelles œuvres dans nombre de pays.

### Développement international (années 1840 – années 1880)
Dès les années 1840, de nombreux auteurs publient des bandes dessinées. Très influencées par Töpffer, elles se présentent sous la forme d'albums d'histoires satiriques, fustigeant généralement la petite bourgeoisie, dans un style nerveux : Histoire de M. Lajaunisse, du Français Cham en 1839, Deux vieilles Filles vaccinées à marier et Histoire de Mr de Vertpré en 1840

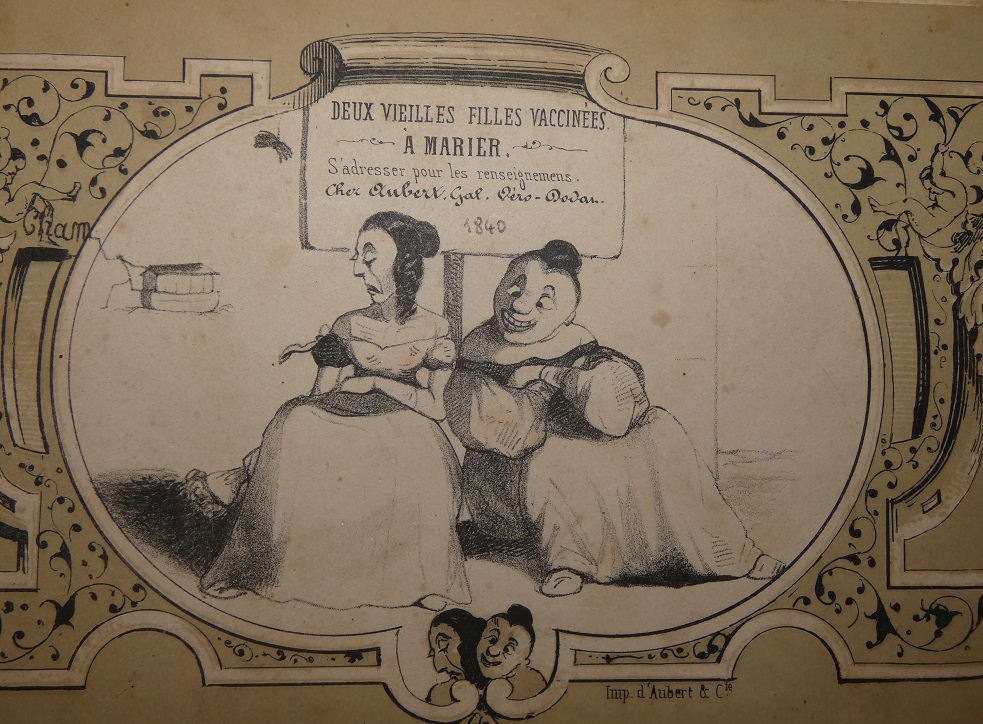
bande dessinée de Cham 1840

, Robinson, du Suisse Charles Dubois-Melly en 1842, Le Déluge à Bruxelles, de l'exilé français en Belgique Richard de Querelles en 1843, Les Travaux d'Hercule du Français Gustave Doré en 1847 (suivi de Dés-agréments d'un voyage d'agrément en 1851), La Vie publique et privée de Monsieur Réac de Nadar en 1848, pour n'en citer que quelques-unes. Les éditions américaines de Töpffer, plus ou moins pirates, suscitent également des émules : Journey to the Gold Diggins of Jeremiah Saddlebags des frères James A. et Donald F. Read en 1849, The Adventures of Mr Tom Plump de Philip J. Cozans et l'anonyme The Wonderful and Amusing Doing by Sea and Land of Oscar Shanghai l'année suivante.
La bande dessinée se diffuse également très rapidement en Allemagne, autour de Munich avec l'hebdomadaire satirique le Fliegende Blätter (à partir de 1844) et les Münchener Bilderbogen (sorte d'équivalent munichois des images d'Épinal). Cette insertion des bandes dessinées dans la presse amène deux innovations : un nouveau format, avec l'apparition des histoires en une page ; et la bande dessinée muette, dont le maître est Wilhelm Busch. Les mises en pages oscillent entre le gaufrier classique (le plus pratique pour les revues) et le type illustratif qui dominait alors l'illustration populaire : des compositions « gothiques » très chargées. Busch innove en 1865 avec Max und Moritz, où les habituels portraits en pieds laissent parfois place à des gros plans, et où le dessin, plus rond, se détache des modèles du XVIIIe siècle suivis par Töpffer. Ce récit, au sein duquel chaque case est accompagnée de quatre vers, non nécessaires à la compréhension de l'histoire, est la première « Bildergeschichte » (histoire en images) à remporter un grand succès auprès des enfants (bien qu'elle soit publiée dans le Fliegende Blätter), et le premier très gros succès de librairie du genre.
L'énorme succès de Max und Moritz montre le fort potentiel de la bande dessinée auprès du public enfantin. Les dessins de cette œuvre majeure sont accompagnés d'un texte en vers apposé après-coup, assez redondant, qui annonce un retour vers la prédominance du texte dans les littératures dessinées européennes enfantines, majoritaires sur ce continent après la fin des années 1880. Busch et d'autres illustrateurs allemands annoncent un style plus rond, moins marqué par l'héritage des caricaturistes du siècle précédent, très marqué chez les töpffériens. Ceci est un des faits majeurs de la période, annonciateur du futur de la bande dessinée en Europe (surtout de l'ouest), avec une inféodation au texte qui conduit à rendre la bande dessinée moins vive et à la dévaloriser aux yeux de ceux qui aiment la littérature.
Ce modèle allemand de la publication de bandes dessinées très courtes, ou en feuilleton, au milieu de caricatures et de textes humoristiques, beaucoup plus nombreux, dans des périodiques généralement satiriques lus par les adultes, se répand dans le monde entier. À partir de 1867, Charles Henry Ross et Marie Duval animent en Grande-Bretagne dans Judy les aventures du prolétaire Ally Sloper, préfigurant « sous certains aspects » les Pieds Nickelés. Une première revue consacrée au strip cartoon, Funny Folks, naît en décembre 1874. Aux Pays-Bas, c'est Jan Linse qui lance en 1874 la bande dessinée dans l'Humoristisch Album.

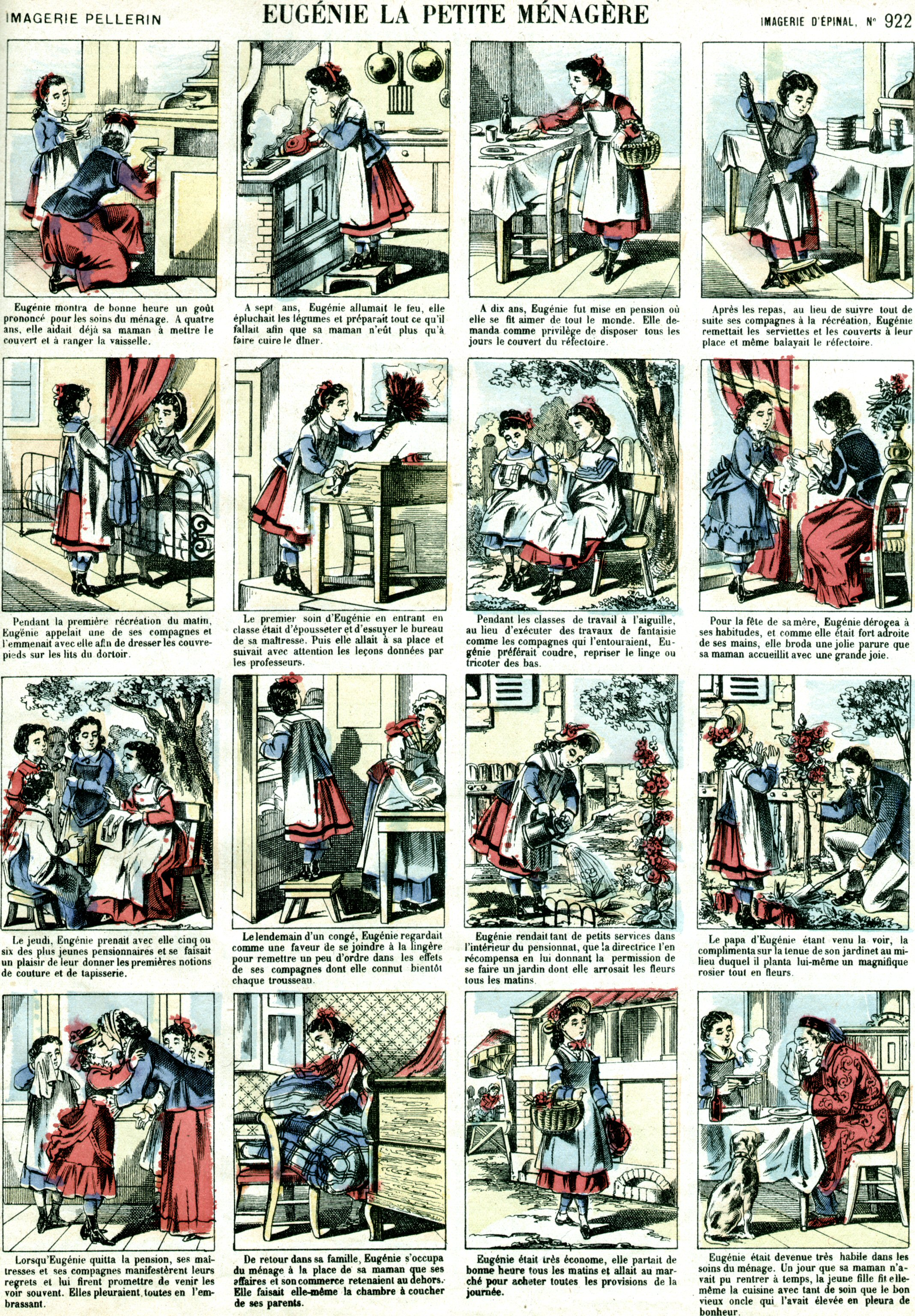
Marthe, la bonne petite ménagère (2e version), Imagerie d'Épinal Pellerin no 922, XIXe siècle.

En France, une deuxième génération d'auteurs se met, sur le modèle allemand, à publier des histoires de type töpfférien dans des journaux satiriques (comme Le Chat noir à partir de 1882) destinés à des lecteurs adultes : Gabriel Liquier (Voyage d'un âne dans la planète Mars, 1867), Léonce Petit (en 1869), Stop, Henri Émy, Albert Humbert, etc. Des dessinateurs célèbres tels que Caran d'Ache et Benjamin Rabier travaillent pour l’Imagerie d’Épinal. Ces planches, souvent reliées sous forme de livres ou d'albums cartonnés, sont commercialisées par des colporteurs qui assurent leur succès, entre 1870 et 1914 plus de 500 millions de planches sont vendues. Jean-Charles Pellerin est sans nul doute le créateur des « histoires en images » et un précurseur des maisons d'édition de bande dessinée.

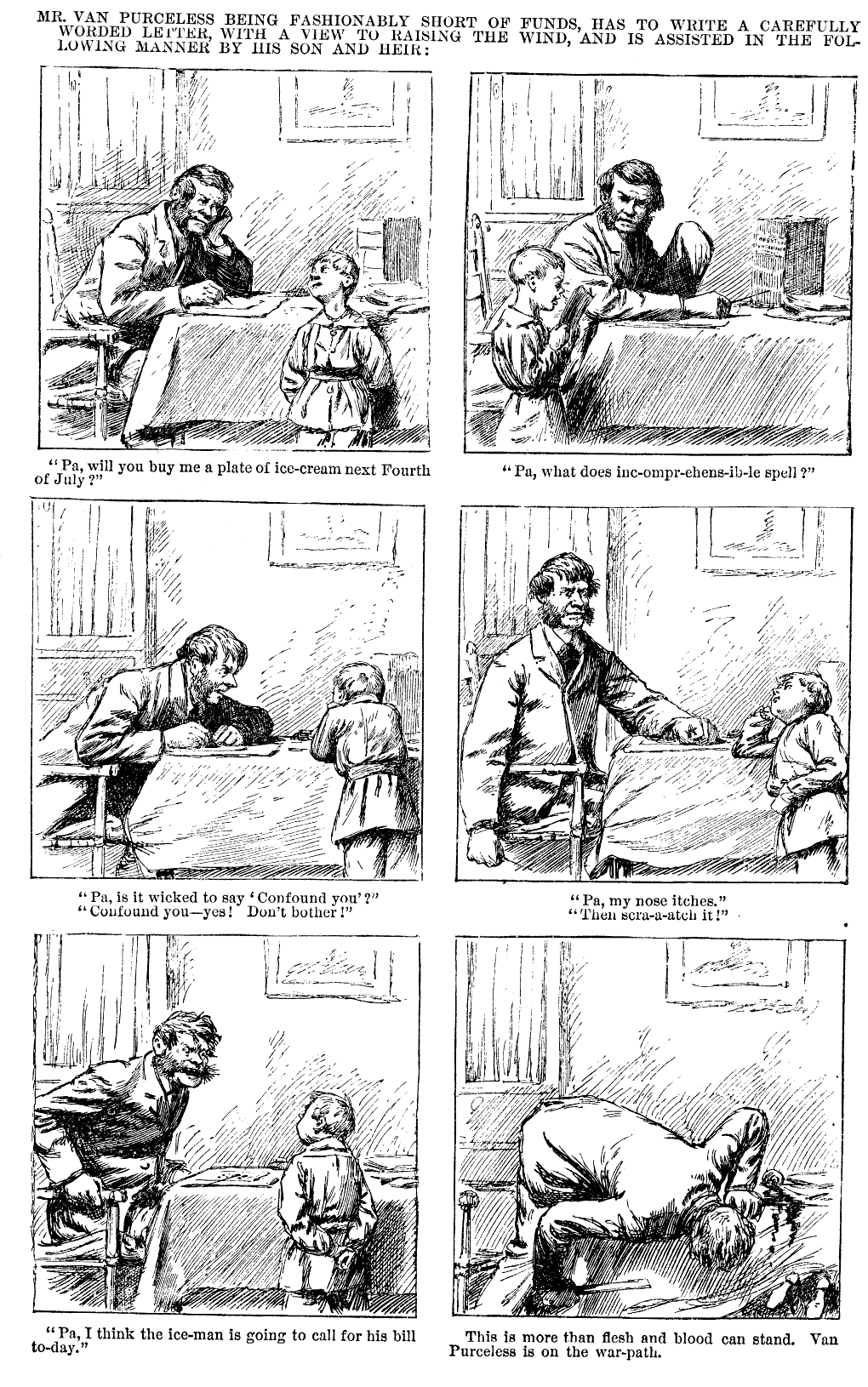
Bande dessinée d'Arthur Burdett Frost parue en 1881.

Aux États-Unis, après Töpffer, Busch est traduit à partir de 1862. Le Harper's New Monthly publie à partir du milieu des années 1860 des auteurs locaux comme John McLenan (et ses aventures de M. Slim, « gags » en une page très töpffériens) et Frank Bellew. La parution de Max und Moritz, en 1870, marque le public, comme le montrent vingt-sept ans plus tard les Katzenjammer Kids qui en sont inspirés. Puck, hebdomadaire satirique fondé en 1873 publie quelques histoires de Busch. À partir de 1879, le Harper's New Monthly publie les premiers récits d'Arthur Burdett Frost. Ceux-ci « introduisent d'entrée de jeu une nouvelle façon de raconter en images, qui insiste sur la répétition exacte des cadrages de chaque image et s'intéresse à l'intervalle de temps entre les vignettes, (…) aux transformations dynamiques qui s'opèrent entre deux images au cadre identique ». Frost, en insistant sur le mouvement entre les images, annonce la bande dessinée kinétoscopique pratiquée par Frederick Burr Opper ou McCay (Petit Sammy éternue) mais également toute la bande dessinée moderne, où l'art de l'ellipse occupe une part importante.
Après quelques premiers essais, comme des adaptations d'histoires francophones dans les années 1850, la bande dessinée apparaît au Portugal en 1872 avec Apontamentos sobre a Picaresca Viagem do Imperador de Rasilb pela Europa de Rafael Bordalo Pinheiro. En Espagne, après quelques rares pages en 1859 ou 1866, la bande dessinée s'impose à partir de 1873 avec les premières histoires publiées dans l'hebdomadaire madrilène El Mundo cómico, où s'affirme José Luis Pellicer, puis plus tard dans les périodiques humoristiques Granizada ou La Caricatura, avec Mecachis (El Día de la boda, 1885) ou Apeles Mestres.
La diffusion de la bande dessinée dans le nouveau monde ne se limite pas aux États-Unis, et là aussi, des périodiques satiriques publient de temps à autre, des histoires en images, comme en 1859 The Great Moral History of Port Curtis, in twelve Chapter dans le Melbourne Punch Almanack, histoire qui reste cependant encore très dépendante du texte. Dans les années 1880, le Melbourne Punch et Table Talks publient plus régulièrement des bandes dessinées, tout comme les argentins El Mosquito (fondé en 1863) ou Don Quijote (fondé en 1863). Au Brésil, c'est Angelo Agostini qui publie les premières bandes dessinées locales, As Aventures de Nhô Quim ou Impressoes de uma Viagem à Corte (1869), As Aventuras de Zé Caipora (1883), etc.. Dans ces pays, l'influence européenne reste forte, la production de bande dessinée sporadique, et la lecture réservée aux adultes.
En Asie, l'introduction de la culture occidentale dans le dernier tiers du XIXe siècle, et l'arrivée quasi simultanée du modèle des revues satiriques ou laissant place à des dessins satiriques (comme Hanseongsunbo en Corée, 1883) ne s'accompagne pas de la publication de bandes dessinées, qu'elles soient importées ou locales.

### Développement intimement lié aux progrès techniques
L'imprimerie de Gutenberg avait induit une fragmentation durable du texte et de l'image, que certains artistes, tels William Blake avaient refusé, avant même la naissance de la bande dessinée. La presse à plat, utilisée à l’origine par Johannes Gutenberg, ne permettait d’imprimer qu’une centaine de cahiers de huit pages par heure. Et Töppfer, le premier auteur de bande dessinée, a utilisé la technique de l'autographie pour se libérer de cette fragmentation : cette technique permet de tracer les traits et les mots tels qu'ils seront lus.
L’invention, dès la fin de la guerre de Sécession en 1865, par l’américain William A. Bullock de la presse rotative, utilisée par le Philadelphian Inquirer autorise à imprimer jusqu’à 8000 journaux à l’heure. Ainsi c'est surtout le passage du livre au périodique qui a permis l'essor de la bande dessinée, grâce à la généralisation des procédés photographiques, et au bouillon de culture des journaux populaires américains avec le comic strip.
Ce développement est conforté par l’invention de la linotype. Avant l’invention de la linotypie par l’Américain d’origine allemande Ottmar Mergenthaler en 1886, l’impression des journaux pouvait difficilement dépasser huit pages du fait de la lenteur de la composition caractère par caractère (1000 à 1500 signes par heure). La linotype, grâce à la composition au clavier et à la fonte automatique ligne par ligne (8000 à 15000 signes par heure), libère la composition des textes de presse en alignant sa productivité sur les nouvelles presses rotatives.

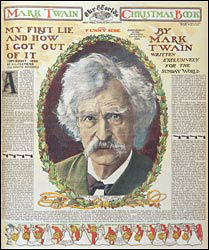
New York World de Joseph Pulitzer datant de Noël 1899.

L’utilisation des presses rotatives interdit l’utilisation de la xylographie pour reproduire un dessin au trait. C’est la généralisation de la phototypogravure inventée en 1850 sous le nom de « pané iconographie » par un lithographe français Firmin Gillot qui permet de reproduire sur les presses rotatives les dessins au trait et même assez rapidement des demi-teintes couleurs dès 1876, grâce à la similigravure mise au point par son fils Charles Gillot qui autorise aussi la reproduction photographique.
Ces progrès techniques font rentrer la presse américaine dans l’ère industrielle. Un essor économique important, soutenu par une forte immigration, transforme la presse en véritable industrie aux mains de quelques magnats et principalement de William Randolph Hearst et de Joseph Pulitzer.

## La bande dessinée devient un médium de masse (années 1880 aux années 1930)

### Création d’une presse enfantine en France et en Europe de 1889 à 1931
Nous avons vu l’émergence d’une première diversification en direction du lectorat adulte avec la création d'une presse humoristique telle que La Caricature (1830), Le Charivari (1832), Le Journal pour rire (1848), Le Chat noir (1882), Le Rire (1894) en France ou Punch (1841), Judy (1867) et aussi Funny Folks (1874) ou Humoristisch Album à l'étranger. Parallèlement à cette presse satirique se répand aussi la publication de feuilletons en fascicules bon marché souvent illustrés et de romans populaires, la littérature dite « de gare » sous la poussée de l’éditeur Hachette.
Puisqu’à la suite de Rodolphe Töpffer la littérature peut être en estampe, ses successeurs ayant expérimenté ce nouveau mode d’expression avec des succès divers, il ne manquait plus que des Maisons d'édition en fassent un média populaire (un moyen de communication) avant que les auteurs ne l’élèvent au statut de medium (l’objet en lui-même).

#### Périodiques illustrés
La France est à l’origine d’une presse spécialisée à l’attention d’une clientèle spécifique, les journaux illustrés pour la jeunesse et dans un premier temps de la jeunesse bourgeoise.
Dès 1881, l'éditeur Louis Hachette fait paraître Mon Journal dans lequel Christophe livre ses premières illustrations en 1887. Tous les éditeurs veulent leur revue illustrée : en 1889 l’éditeur Armand Colin publie Le Journal de la jeunesse avec une première histoire en images de Christophe Une partie de campagne. En 1898 Taillandier fait paraître L’Illustré national et en 1904 Jeudi Jeunesse. Fayard en 1903 propose Jeunesse illustré où collabore Benjamin Rabier. Restées très marquée par la production des images d'Épinal, ces périodiques illustrés pour la jeunesse comportent essentiellement des gaufriers mais Rabier, entre autres, propose des découpages novateurs.

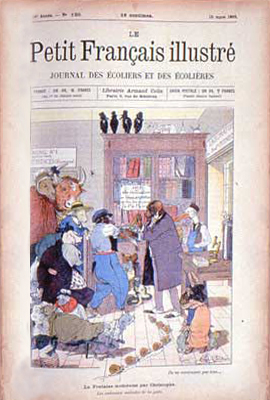
Le Petit Français illustré, le journal des écoliers et des écolières vers 1900.

Au milieu de cette production il faut remarquer, en 1889, dans Le Petit Français illustré, le journal des écoliers et des écolières sous le crayon de Christophe La Famille Cornouillet, un roman illustré mais qui annonce la même année la visite de l’Exposition universelle par La Famille Fenouillard, une histoire en images qui paraît jusqu’en 1893 date à laquelle les éditions Armand Collin publient l’histoire en album. Christophe sait jouer avec le cadre, ainsi dans la page du « Premier départ », il n’hésite pas à ne montrer qu’une partie de la scène. Monsieur Fenouillard monté sur une chaise inspecte le tableau des départs de train, mais l’habitude du « gaufrier » ne permet pas de cadrer la scène en hauteur. Christophe dessine le haut de la scène dans la case suivante avec comme récitatif « Les dimensions du dessin précédent nous ayant forcé de couper en deux Monsieur Fenouillard, cette figure est simplement destinée à montrer la suite de l’excellent négociant aux personnes d’une intelligence bornée et d’une imagination faible. » Christophe est bien le prédécesseur de Fred et Gotlib.
Christophe, de son vrai nom Georges Colomb (il ne dédaignait pas les jeux de mots et les calembours), qui se réclamait de l’influence de Töpffer, avait su faire la synthèse des innovations de ses prédécesseurs. Il enchaîne les images les unes aux autres comme Töpffer, il utilise le gros plan initié par Busch et il sait faire durer une histoire comme le meilleur feuilletoniste. Pour satisfaire son double public d’adulte et d’enfant, il développe ses histoires sur un double niveau de lecture en utilisant les doubles sens.
Et le succès appelant le succès, La Famille Fenouillard sera suivie de 1890 à 1896 par Les facéties du Sapeur Camember qui n'arrive pas faire disparaître la terre d'un trou dans un autre trou, de 1893 à 1899 par Vie et mésaventures du Savant Cosinus et sa merveilleuse invention l'Anémélectroreculpédalicoupeventombrosoparacloucycle et de 1893 à 1904 par Les Malices de Plick et Plock. Il commence en 1899 Haut et Puissant Seigneur, baron de Cramoisy qu’il laisse inachevée pour remplir des fonctions académiques. Toutes ses histoires en images sont publiées en album dans un format à l’italienne par Armand Collin à partir de 1903.
Christophe est considéré par les spécialistes de la bande dessinée comme l'initiateur du genre en France, mais surtout celui qui fait du périodique le support privilégié de la bande dessinée et non l’album, même si celui-ci continue d’exister. Mais celui qui initie en 1905 une nouvelle façon d’éditer la bande dessinée est l’éditeur Gautier-Langereau avec la Semaine de Suzette.
C’est le premier périodique illustré spécialisé à l’attention de la jeunesse et plus précisément des jeunes filles de bonne famille. C’est dans ce journal que paraît dans le no 1 du 2 février 1905 Bécassine dessinée par Joseph Pinchon sur une histoire (on ne dit pas encore scénario) de Caumery qui n’est autre que Maurice Languereau le neveu de l’éditeur'. La légende veut que ce serait la rédactrice du journal qui ait demandé au dernier moment, pour remplir sa pagination, une histoire en image à la mode de Monsieur Christophe. Ces deux auteurs feront vivre 110 aventures à Annaïck Labornez originaire de Clocher-les-Bécasses. Le premier album paraît en 1913, suivi de 26 autres jusqu’en 1939.

#### Les «illustrés»
Les cinq frères Offenstadt (Charles, Edmond, Georges, Maurice et Nathan) s’associent pour créer une maison d’édition. Leurs premières productions, destinées à un lectorat adulte, sont plutôt grivoises à l’image du Tombeau des vierges. Après divers essais, ils décident a contrario du courant du moment de viser une clientèle populaire et non bourgeoise. Ils lancent d’abord en 1902 L’Illustré, un périodique appelé à un grand succès vingt ans plus tard sous le nom du Petit illustré. Puis en 1908, ils éditent L’Épatant et en 1909 Fillette pour concurrencer la Semaine de Suzette. Rebaptisant leur maison d’édition la SPE – Société parisienne d'édition – ils continuent sur leur lancée avec en 1910 L'Intrépide et en 1911 Cri-Cri, sans oublier en 1909 une clientèle spécifique les militaires avec La Vie de garnison. En dix ans les frères Offenstadt sont devenus les premiers éditeurs de périodiques pour la jeunesse populaire. Devant cette avalanche de titres seuls quelques éditeurs « bien pensants », se lancent dans l’aventure. En 1906, La Bonne Presse lance L’Écho de Noël et Le Petit Parisien édite Nos loisirs ; en 1910 c’est la parution de Ma récréation, tous ces périodiques visant une clientèle bourgeoise, à la différence de la SPE.

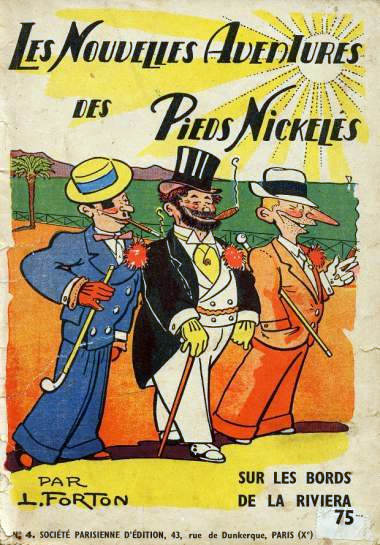
Fascicule des Pieds nickelés de Louis Forton.

À Bécassine, petite bonne bretonne aux services de la marquise de Grand’Air pour la jeunesse bourgeoise, les frères Offenstadt vont, dans L’Épatant, opposer Les Pieds Nickelés de Louis Forton pour la clientèle populaire. Le succès de Croquignol, Filochard et Ribouldingue est immédiat, le vocabulaire « populacier », les expressions argotiques, le ton anti-bourgeois et limite anarchisant plaisent à toute la classe populaire adultes et enfants confondus. Il faudra attendre 1965 pour que leurs aventures paraissent en albums. La SPE se contentant de n’éditer leurs aventures complètes qu’en petits fascicules sous couverture papier pendant la Première Guerre mondiale entre 1915 et 1917.
De la même façon, les frères Offenstadt vont opposer à La Semaine de Suzette leur périodique Fillette. Ils vont faire appel à Jo Valle, pour le texte, et à André Vallet, pour le dessin, qui vont créer L’Espiègle Lili. Là encore le succès va être éclatant puisque Fillette est le premier périodique à paraître deux fois par semaine, le jeudi et le dimanche. Valle crée une héroïne qui vieillit avec ses lecteurs, si au début de l’histoire Lili est une gamine dissipée qu’il faut mettre en pension à la fin de l’aventure en 1923, elle se marie avec un aviateur.
Tous ces créateurs vont suivre la même mise en page héritée des images d’Épinal. Par contre Christophe, Forton, Pinchon, Vallet et d’autres savent lier les cases entre elle pour narrer leurs histoires, mais ils choisissent tous, et leurs successeurs pour quelques années encore, de disposer leurs textes, de moins en moins descriptifs, sous les images. C’est un parti-pris clairement assumé car les balloons américains sont bien connus en France. Caran d'Ache les utilise occasionnellement, dès 1886 dans Le Chat noir et l’édition parisienne du New York Herald présente dès 1904 des strips les utilisant abondamment. C’est le périodique familial Nos loisirs, publiant habituellement des nouvelles illustrées qui utilise le premier du matériel américain The Newlyweds and their baby’s (Les Jeunes Mariés et leur bébé) de Geo McManus parue en 1905 dans le New York World.

#### Presse illustrée
La première bande dessinée française à utiliser uniquement des bulles, n’est pas, contrairement à un savoir populaire, dessinée par Alain Saint-Ogan, mais par Rose Candide (pseudonyme d'Edmond Tapissier) ; c’est Sam et Sap publiée en 1908 dans le périodique Saint-Nicolas des éditions Delagrave. L’Angleterre connaît en 1919 dans le Daily Mirror sa première bande nationale utilisant uniquement des bulles. Il s’agit de la très célèbre bande dessinée Pip, Squeak and Wilfred de Bertram J. Lamb (texte) et Austin B. Payne (dessin). Elle connaît un grand succès populaire et suscite un des premiers « fans clubs » The Wilfredian league of Gugnuncs.
Ce qui va modifier le paysage européen de la bande dessinée n’est pas le fait d’un périodique illustré pour la jeunesse mais celui d’un quotidien de presse. L'Excelsior est à l'origine d'une double évolution pour ne pas dire révolution, la parution de Bicot (Winnie Winkle) et de Zig et Puce, après avoir fait paraître la première vraie bande dessinée française, en mars 1923, Rigobert chasse le papillon de Naurac.
L’Excelsior, déjà pionnier du photojournalisme, se révèle aussi un pionnier de la bande dessinée. Le propriétaire du quotidien est Paul Dupuy, fils du directeur du Petit Parisien éditeur de Nos loisirs. Depuis sa reprise du titre P. Dupuy cherche toutes les formules permettant de développer les ventes. En 1923, il achète les droits de publications de Winnie Winkle de Martin Branner au Chicago Tribune and New York News Syndicate. La bande dessinée paraît dans le supplément dominical L’Excelsior Dimanche sur une page intérieure en noir, blanc et rouge. Elle est adaptée au public français, l’héroïne américaine Winnie est remplacée par son jeune frère Perry sous le nom de Bicot. Le succès est rapide et en 1924 le supplément dominical est rebaptisé Dimanche Illustré.
En 1925, c’est Alain Saint-Ogan, illustrateur connu, qui est appelé par Dimanche Illustré. Ainsi naît, en mai 1925 le premier succès de masse de la bande dessinée en Europe, Zig et Puce avec une innovation importante, dans une bande européenne, l’emploi systématique de la bulle. Devant le succès populaire traduit par un abondant courrier des lecteurs la série est pérennisée jusqu’en 1934. Zig et Puce croisent sur leur passage un pingouin du nom d’Alfred qui ne les quitte plus et qui à l’occasion leur ravit la vedette. Le succès d’Alfred est tel qu’il est peut-être le premier personnage de bande dessinée à faire l’objet de produits dérivés. Le graphisme de Saint-Ogan se raccroche au style Art déco, son trait précis est clair et lisible, inspirant beaucoup, de son aveu, Hergé.
Dès 1922, à l’âge de 15 ans, un jeune Belge signant sous le nom de Georges Remi publie ses premiers dessins dans Le Jamais assez, Le Blé qui lève et Le Boy-scout. En 1927, avec les conseils de Saint-Ogan, il dessine, sous le nom d’Hergé, Totor, CP des Hannetons pour le Boy-scout belge. Dès 1925, il entre comme collaborateur dans un quotidien politiquement très à droite, dirigé par un abbé, le Vingtième Siècle. Il y dessine des réclames et des illustrations et à partir de 1927, quelques récits courts. Lors qu’en novembre 1928, il est nommé directeur du Petit Vingtième, un supplément hebdomadaire à destination de la jeunesse, il y dessine l’Extraordinaire Aventure de Flup, Nénesse, Poussette et Cochonnet. L’abbé Wallez, directeur du XXe siècle lui confie un ouvrage Moscou sans voile et lui conseille de s’en inspirer pour dessiner une histoire. C’est à partir du 10 janvier 1929, les Aventures de Tintin, reporter du Petit Vingtième, au pays des soviets. Tintin et Milou entre sans nuance dans l’histoire de la bande dessinée. Les ventes montent en flèche, Hergé dessine Quick et Flupke (1930) avant les Aventures de Tintin, reporter du Petit Vingtième, au Congo (1930), les Aventures de Tintin, reporter du Petit Vingtième, en Amérique (1931). Selon Dominique Dupuis « Dans ces trois premiers albums, le style d’Hergé n’est pas encore formé. Les influences les plus diverses apparaissent de Geo McManus à Alain Saint-Ogan, et son graphisme se révèle incertain et fluctuant, oscillant entre aplat et trait, hachure et trame. Seul domine le mouvement lié au rythme de l’aventure ».
Les albums de Tintin paraissent dès 1930 en noir et blanc aux éditions du Petit Vingtième puis à partir de 1934 aux éditions Casterman avec des hors-textes couleurs. Par la suite, tous les albums noir et blanc seront redessinés et mis en couleurs par les Studios Hergé de façon à faire disparaître toutes les imperfections des premiers dessins. Le style d’Hergé, très inspiré au départ de celui de Saint-Ogan, est qualifié dans les années 1980 de « ligne claire » : trait précis, absence d’ombre, personnages stylisés dans un décor particulièrement soigné grâce à une documentation abondante. Tintin continuera son aventure jusqu’à la mort de son créateur en 1983 au milieu de la réalisation de Tintin et l'Alph-Art.

#### Dans le reste de l'Europe

##### Grande-Bretagne
C'est dans la revue Punch, créée en 1841, qu'est employé pour la première fois en 1843 le terme de cartoon. Il est en légende d'un dessin satirique de John Leech titré Substance and Shadow. Rapidement les cartoons se développent avec des revues comme Comic Cuts ou encore Illustrated Chips publiées par Amalgamated Press. Puck propose la couleur avec son premier numéro du 13 juillet 1904.
Le 14 août 1864, la revue Judy Magazine fait paraître un cartoon Some of the Mysteries of the Loan and Discount introduisant Ally Sloper, un héros dessiné par le britannique Charles Henry Ross sur un scénario de la Française Marie Duval et qui va devenir mythique en Grande-Bretagne. Le succès est tel que le 3 mai 1884, les cartoons d’Ally Sloper paraissent dans une revue bon marché sous le nom de Ally Sloper's Half Holiday.

##### Belgique et Pays-Bas
Hergé bénéficie d’une longue culture d’histoires en images et de bandes dessinées en Belgique tant francophone que flamande. Les imageries des Provinces-Unies publient des histoires en images depuis au moins le début du XVIIIe siècle. En 1843, l'exilé français Richard de Querelles réalise Le Déluge à Bruxelles. Félicien Rops produira des bandes dessinées dans la presse satirique entre 1853 et 1861.
Le schéma de développement de la bande dessinée belge et néerlandaise est le même que celui déjà développé avec un précurseur dessinateur-illustrateur en la personne de Jan Linse qui travaille en 1874 pour l’Humoristish Album. En 1921, toujours aux Pays-Bas, il faut noter Nieuwe Oosterche sprookjes que Hans Baker publie dans les pages du quotidien Rotterdamsch Nieuwsblad qui est très certainement la première bande dessinée à paraître régulièrement dans un quotidien. Il dessine une nouvelle histoire en 1930 Adolphus.
En Flandre, c’est dès 1911 que paraissent les deux premières revues illustrées, De Kindervriend et Het Mannekensblad. En 1920, c’est la presse catholique Goede Pers (la Bonne Presse) qui lance un hebdomadaire illustré Zonneland. Les éditions de l’Églantine publient en 1926 un album traduit du néerlandais Fil de Fer et Boule de Gomme (Bulletje en Bonestaak) de A. M. de Jong (texte) et George Van Raemdonck (dessin) prépublié à partir de 1922 dans le journal Het Volk. Un autre éditeur de langue française est célèbre pour ses publications de bandes dessinées par la qualité de ses dessinateurs, les éditions Gordinne qui font travailler les Belges Albert Fromenteau et Al Peclers et les Français Étienne Le Rallic et Marijac.

##### Italie, Espagne et Portugal
En 1908, le journal milanais Corriere della sera fait paraître un supplément illustré le Corriere dei Piccoli avec des récits d'Antonio Rubino ou de Sergio Tofano qui créé le personnage de Bonaventura.
C'est le personnage de Charlot créé par Charlie Chaplin qui est à l'origine de la bande dessinée en Espagne, en 1916, avec la revue Charlot et les dessins de Rojo.
Dès 1850, au Portugal, la Revista Popular publie « Aventuras sentimentaes et dramaticas do Senhor Simplicio Baptista », une traduction des « Aventures sentimentales et dramatiques de M. Verdreau » de Stop (Louis Morel-Retz) parues dans L'Illustration. En 1870, Pinheiro dessine les premiers récits de Binoculo e Berlinda. La première vraie bande dessinée est l'œuvre de Stuart Carvalhais qui dessine en 1915 dans Seculo Comic le récit de Quim e Manecas.

##### Finlande, Suède, Pologne et Union soviétique
Fritz von Dardel Suisse émigré en Suède en 1835 réalise une bande dessinée dès 1840. M. Cryptogame de Töpffer est publié en Suède en 1847 et en Finlande en 1857. En Finlande, Ola Fogelberg (fi) dessine Pekka Puupää et en Suède Oskar Andersson dessine, entre 1902 et 1906, une bande dessinée muette dans la revue Söndags-Nisse : L'Homme qui fait tout ce qui lui passe par la tête. Ce style de bande dessinée est repris dès 1920 par Oscar Jacobsson avec Adamson.
C'est dès 1859, que les Polonais peuvent découvrir dans Tygodnik Ilustrowany des récits dessinés par Kostrzewskir. C'est en 1919 que la propagande bolchevique est à l'origine des premiers récits, avant longtemps, du caricaturiste Geremmych dans La Rosta.

### Aux États-Unis de 1879 à 1930

#### Funnies
Aux États-Unis, on trouve l’origine de la bande dessinée de masse dans la concurrence acharnée que se livrent les titres de presse à la fin du XIXe siècle. Deux patrons de presse, William Randolph Hearst et Joseph Pulitzer tentent de fidéliser leur lectorat en publiant dans l'édition dominicale des pages d’humour, les funnies (connu familièrement sous le nom de funny pages avant d'être appelées comics, comic strips et comic books, cette terminologie ayant aujourd'hui un sens différent). Les dessinateurs, au fil des années, vont créer des personnages récurrents puis développer les dessins en deux ou trois cases disposées horizontalement : c’est le début des strips. Devant le succès, les patrons de presse font paraître des strips chaque jour de la semaine. C'est en 1892 que W. Hearst fait paraître le premier strip dans son journal, le San Francisco Examiner. James Swinnerton crée à cette occasion les premiers dessins d’animaux humanisés Little Bears and Tykes.

#### The yellow journalism

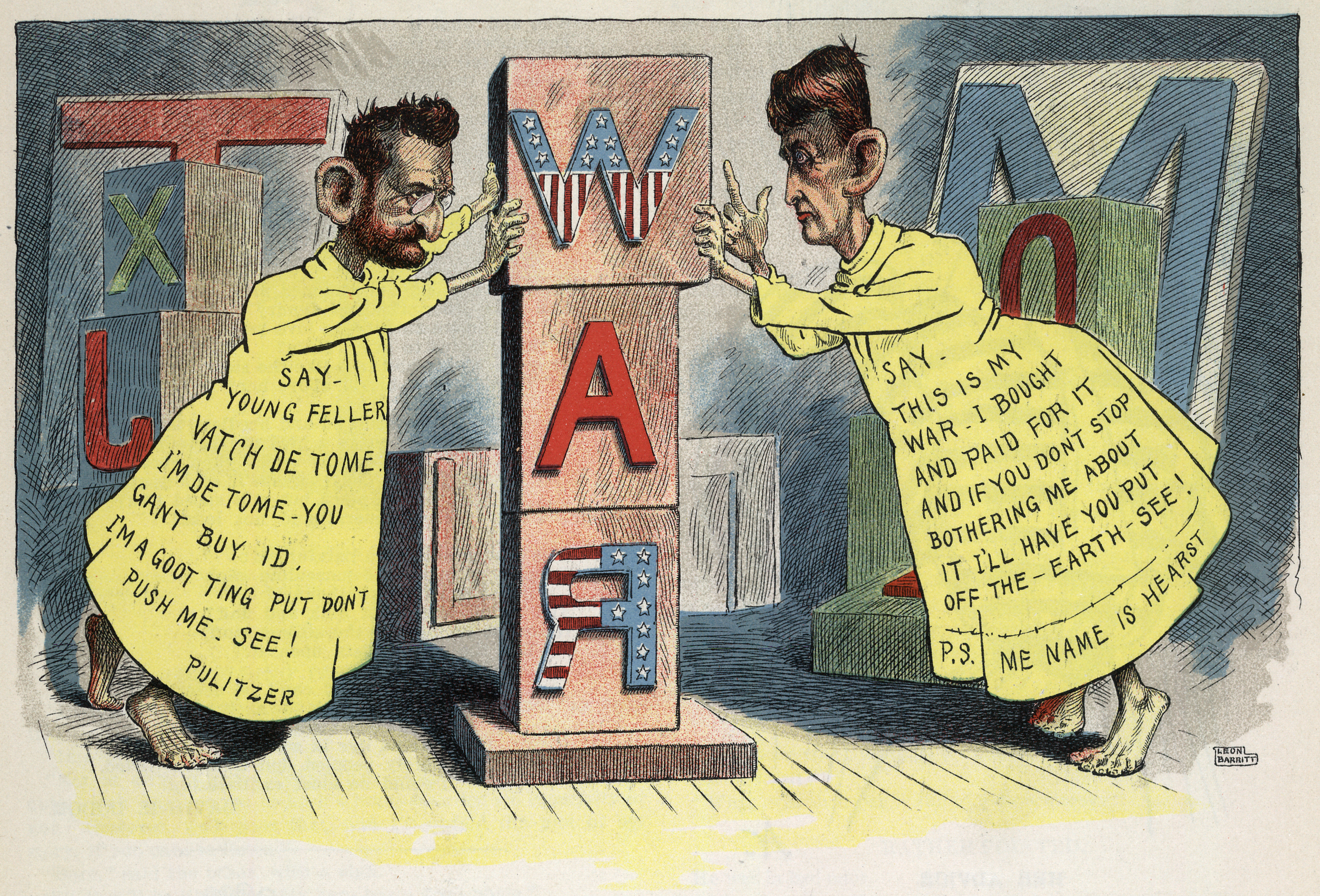
The Yellow journalism.

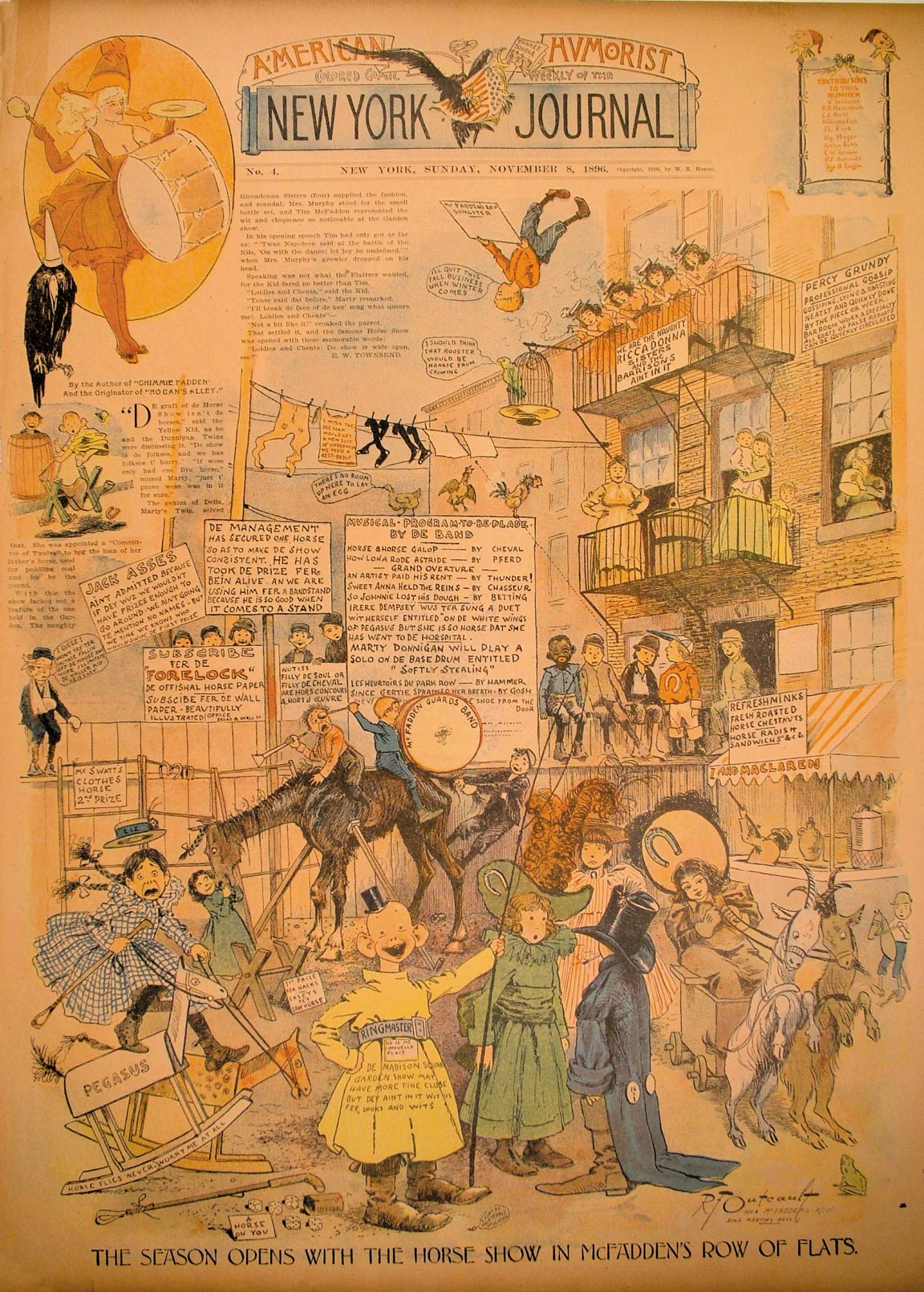
The Yellow Kid dans le New York Journal du 8 novembre 1896.

Joseph Pulitzer, publie en 1894, dans le New York World, le premier strip en couleurs dessinée par Walter McDougall. C’est à la même date et dans le même journal que Richard F. Outcault dessine Hogan’s Alley dans lequel un gamin des rues est habillé d’une chemise de nuit bleue qui devient jaune en 1896. Rapidement le petit personnage devient la coqueluche des lecteurs qui le nomment le Yellow Kid.
Le succès de Yellow Kid dope la vente du New York World attisant la convoitise de W. Hearst. La concurrence féroce que se livre W. Hearst et J. Pulitzer aboutit en 1896 au débauchage de R. Outcault par W. Hearst pour travailler au New York Journal. Une âpre bataille judiciaire autorise J. Pulitzer à continuer la parution de Hogan’s Alley qu’il confie à Georges B. Luks et W. Heart à publier la série sous un autre nom et R. Outcault choisit The Yellow Kid qui dès le 25 octobre 1896 prononcera ses premières paroles dans un balloon. En 1902 R. Outcault retourne au New York World et dessine l’antithèse de Yellow Kid avec Buster Brown, un enfant issu de la bourgeoisie new yorkaise.
C’est dans le supplément hebdomadaire du New York Journal, en 1897, que Rudolph Dirks dessine The Katzenjammer Kids (Pim Pam Poum) sous forme d’« histoire en images » mais très vite R. Dirks utilise des balloons. C’est la première bande dessinée à utiliser la narration linéaire. Mais R. Dirks se brouille avec W. Hearst et quitte son journal pour aller dessiner sa série dans le New York World de J. Pulitzer les Kids. Un procès oppose alors les deux éditeurs et le jugement aboutit à la coexistence de deux séries parallèles, avec les mêmes personnages, publiées chez deux éditeurs concurrents.
Les lecteurs de ces journaux spectateurs de tous ces débauchages qui donnent lieu à des procès surnomment cette presse de Yellow journalism, expression qui désigne un journalisme fondé sur le sensationnel et les « coups », fait référence à ces épisodes.

#### Comic strips

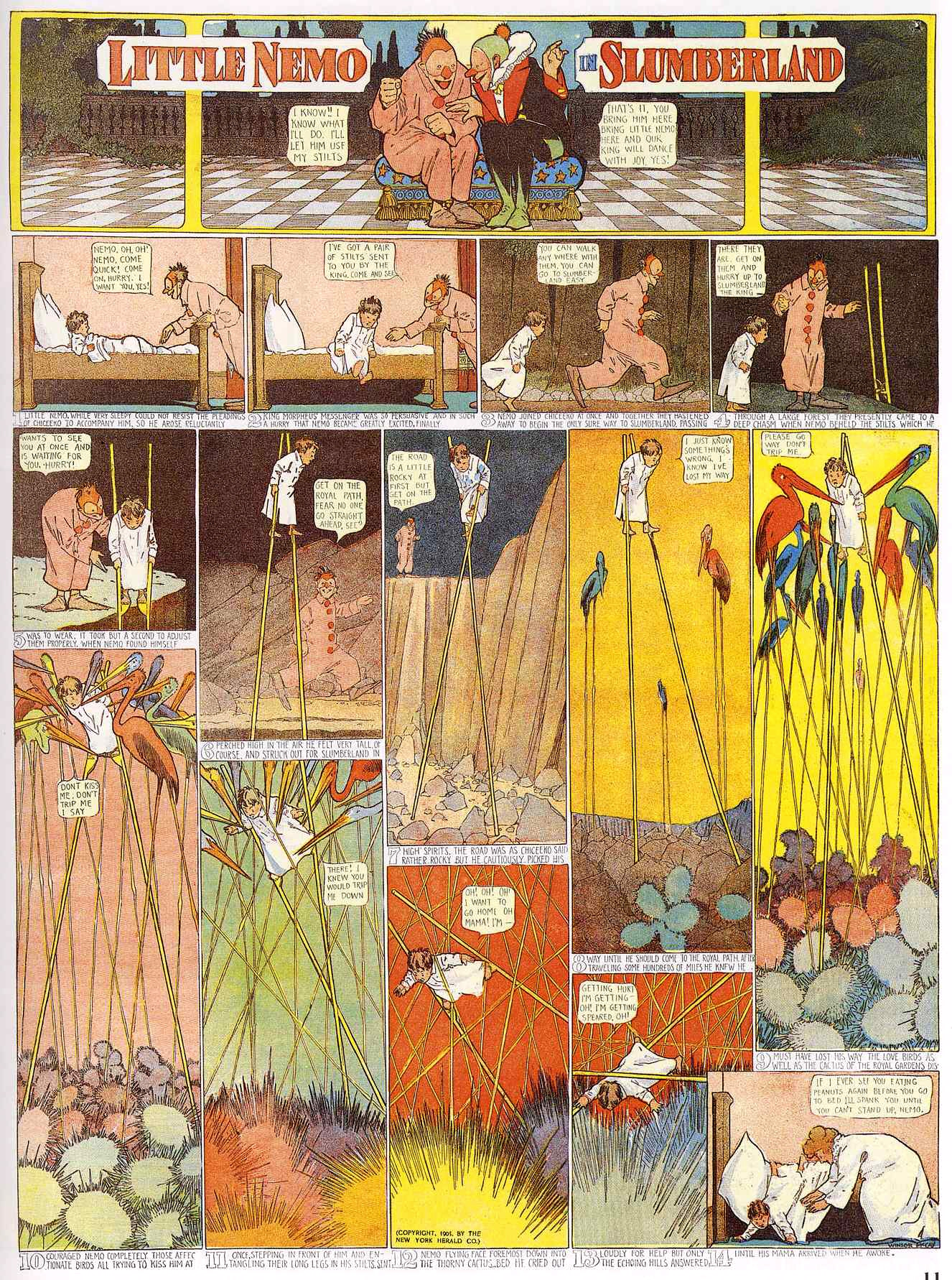
Little Nemo de Winsor McCay.

Cette lutte acharnée entre les deux groupes de presse va engendrer un âge d'or du comic strip et la création de séries marquantes. En 1903 Gustave Verbeck dessine dans le New York Herald les strips en palindrome : The Upside-Downs of Little Lady Lovekins and Old Man Muffaroo. Le strip de quatre cases se lit dans le sens normal de lecture de gauche à droite puis l’histoire se continue en retournant tête-bêche le journal et en relisant les cases dans le sens inverse, lady Lovekins se transforme alors en old man Muffaroo, le chapeau de l’une devenant la barbe de l’autre. En 1905, paraît Little Nemo in Slumberland dessinée par Winsor McCay. Cette bande dessinée est la première à n'utiliser que des phylactères pour faire parler les personnages. En 1910 George Herriman crée le comic strip familial The Dingbat Family, auquel il adjoint au bout de quelques semaines une bande complémentaire qui devient Krazy Kat en 1913.
C’est en 1912, que W. Hearst crée International News Service qui prend le nom de King Features Syndicate en 1914. Cette agence a pour objectif la vente à la presse mondiale des bandes dessinées dont elle détient les droits. Suivent United Feature Syndicate, New York News Syndicate, Field Newspaper Syndicate, McNaught Syndicate, etc. Le dessinateur n’est qu’un employé et peut être remplacé à tous moments par un autre dessinateur. Les dessinateurs abandonnent tous leurs droits. Ainsi apparaît le principe du héros de bande dessinée passant de dessinateur en dessinateur.
Dans le même temps se développe un nouveau genre, Les family strips, qui narrent les aventures d'une famille. En 1912 Cliff Sterrett crée Polly and her Pals. Suivent, en 1913, La Famille Illico dessiné par Geo McManus, en 1918, Gasoline Alley par Frank King, en 1920, Bicot de Martin Branner, etc. Enfin, dans les années 1920 les héros d'aventures apparaissent. Un des pionniers, pour ne pas dire le premier, est Roy Crane qui crée en 1924, Wash Tubbs.
En 1930, paraît en bande dessinée le héros de dessin animé de Disney apparu en 1927, Mickey Mouse. C'est King Features Syndicate qui a acheté les droits à Walt Disney. Si le premier strip est scénarisé par Walt Disney et dessiné par Ub Iwerks avec un encrage de Win Smith, c’est Floyd Gottfredson qui assure l’évolution graphique de Mickey et de Dingo.

### Dans les autres pays des Amériques

#### Au Canada
Albéric Bourgeois, dessinateur québécois, travaille au journal La Patrie à partir de 1903. Bourgeois créé une bulle pour la série Les Aventures de Timothée dès 1904. Selon les spécialistes Michel Viau et Mira Falardeau, ce serait la première fois qu'une bulle est publiée en langue française.

#### Au Brésil
En 1905 parait le premier journal illustré de bande dessinée O Tico Tico

### Au Japon de 1861 à 1931

#### Première ouverture vers l'Occident
Pendant la restauration Meiji, à partir de 1868, l’ouverture obligatoire du Japon au commerce extérieur s’accompagne d’une modernisation rapide du pays sous influence occidentale. De nombreux étrangers sont attirés au Japon pour enseigner les sciences et technologies occidentales et de riches japonais voyagent en Europe. Les deux seuls quotidiens, existants au début des années 1860, étaient à destination de la colonie étrangère, le Nagasaki Shipping List and Advisor (bihebdomadaire de langue anglaise) et le Kampan Batavia Shinbun (Journal officiel de Batavia). La presse japonaise naît avec le Yokohama Mainichi Shinbun en 1871 et le Tokyo Nichinichi Shinbun en 1872. C'est le Shinbun Nishikie, créée en 1874, qui introduit le premier les estampes dans la presse japonaise. En 1876, l'École d'Art Technologique ouvre ses portes en appelant des professeurs italiens pour enseigner les méthodes européennes, même si un mouvement inverse mené par Okakura Kakuzo et l'américain Ernest Fenollosa encourageait les artistes japonais à conserver les thèmes et les techniques traditionnels tout en créant des œuvres plus en accord avec les goûts contemporains. À l'heure actuelle, cette opposition entre les deux volontés artistiques, Yôga (peinture de style occidental) et Nihonga (peinture japonaise), sont encore d'actualité.

#### Création d'une presse satirique

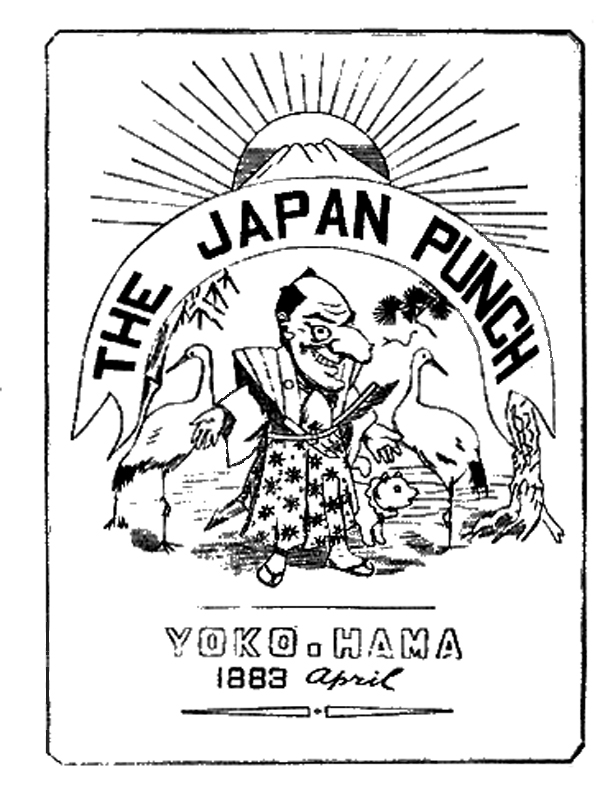
Magazine satirique Japan Punch d'avril 1883 édité par Charles Wirgman.

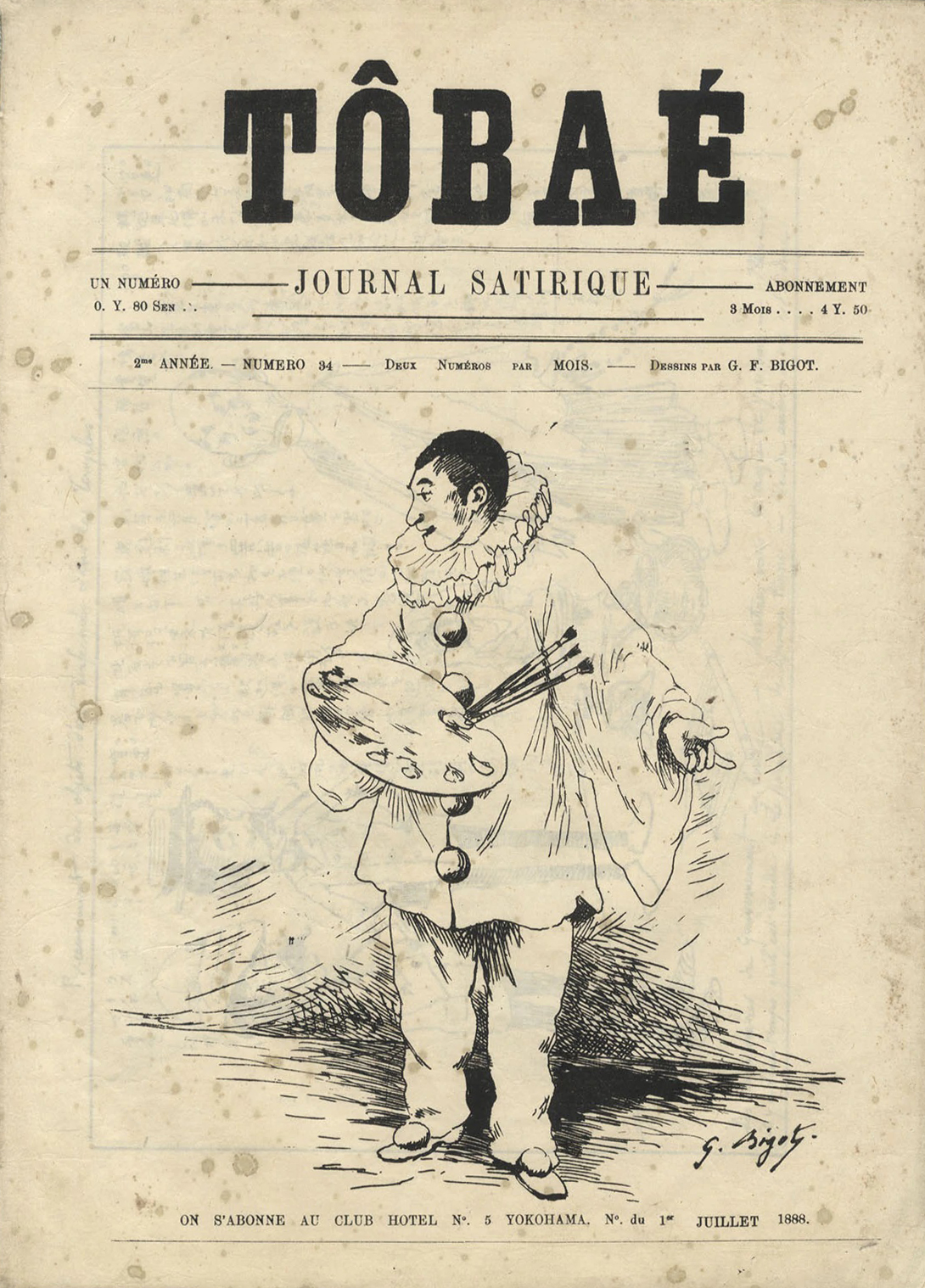
Magazine satirique Tôbaé, no 6, 1887 édité par Georges Ferdinand Bigot.

La presse japonaise se transforme aussi sur le modèle de la presse anglo-saxonne avec l’apparition des dessins d’humour sur le modèle américain et des caricatures à la mode britannique à partir de 1874 avec le E-Shinbun Nipponchi et surtout avec le Marumaru Shinbun créée par Fumio Nomura (野村 文夫, Nomura Fumio) qui a fait une partie de ses études en Grande-Bretagne. Imprimé entre 1877 et 1907, il publie des dessins de Kinkichirō Honda (本多 錦吉郎, Honda Kinkichirō) et de Kiyochika Kobayashi, créateur d'estampes ukiyo-e, qui fut élève de Charles Wirgman.
Wirgman fait partie de ces trois Européens qui ont une influence certaine sur l'avenir de la bande dessinée et du manga. Ce caricaturiste anglais arrive à Yokohama en 1861 et l'année suivante il crée un journal satirique The Japan Punch dans lequel il publie nombre de ses caricatures dans lesquelles il utilise des balloons jusqu'en 1887. Il enseigne en même temps les techniques occidentales de dessin et de peinture à un grand nombre d'artistes japonais comme Takahashi Yuichi.
Autre caricaturiste, le français Georges Ferdinand Bigot arrive à Yokohama en 1882, il enseigne les techniques occidentales du dessin et de l'aquarelle à l'École militaire de la ville. Parallèlement il publie des caricatures dans des journaux locaux et édite des recueils de gravure. En 1887 il crée lui aussi, 25 ans après C. Wirgam, une revue satirique Tôbaé dans laquelle il démontre sa maîtrise de la technique narrative en introduisant la succession des dessins dans des cases au sein d'une même page. Il part en Chine en 1894 pour couvrir pour The Graphic de Londres le conflit sino-japonais. De retour en France en 1899, il collabore comme illustrateur pour l'imagerie d'Épinal.
C'est à cette période qu'un fils d'enseignant hollandais dans une mission de Nagasaki quitte le Japon pour suivre des cours d'art à Paris où il tente quelques bandes dessinées dans le Chat noir avant de s'exiler aux États-Unis. C'est là que Gustave Verbeck dessine un des strips les plus originaux de l'histoire de la bande dessinée (cf. ci-dessus).

#### Création des mangas
C'est le caricaturiste australien Frank Arthur Nankivell qui travaille pour le Box of Curios (ボックス・オブ・キュリオス, Bokkusu obu kyuriosu), publié à Yokohama par E. B. Thorne, qui initie Yasuji Kitazawa, qui ne s'appelle pas encore Rakuten Kitazawa, à la caricature. En 1899, il quitte Box of Curios pour rejoindre le Jiji Shinpō (時事新報) créée par l'intellectuel Yukichi Fukuzawa désireux de développer le mode satirique au Japon. C’est Kitazawa qui reprend le terme de manga pour désigner ses dessins, il se désigne lui-même comme mangaka (dessinateur de mangas). Le premier manga considéré comme tel date de 1902. Il s’agit d’une histoire dessinée par Kitazawa dans les pages illustrées du supplément du dimanche du Jiji Shinpō. Kitazawa s’inspire beaucoup de la culture européenne, son premier manga reprend le thème de l’arroseur arrosé. Le supplément du Jiji Shinpō prend rapidement le nom de Jiji Manga (時事漫画).
En 1905, Kitazawa crée son premier magazine le Tokyo Puck (東京パック) en s'inspirant de l'américain Puck et du Rire français. Ce magazine en couleurs parait deux à trois fois par mois et contient des textes en japonais, chinois et anglais, des caricatures et un manga en six cases de Kitazawa. Plusieurs fois censuré pour ses caricatures féroces pour le pouvoir, il crée en 1912 deux nouveaux magazines Rakuten Puck (楽天パック) et Katei Puck (家庭パック). Mais c'est en 1908 que Kitazawa innove dans la presse japonaise en publiant Furendo (フレンド, Amis), un magazine en couleurs exclusivement réservé aux enfants. Devant le succès, il renouvelle l'expérience en 1914 en créant la revue Kodomo no tomo (子供之友) dans laquelle il dessine L'enfance de Toyotomi Hideyoshi. Ce succès allait marquer le marché des mangas pour longtemps. En 1914 paraît Shōnen Club (少年倶楽部, Le Club des garçons), en 1923 Shōjo Club (少女倶楽部, Le Club des filles) et en 1926 Yōnen Club (幼年倶楽部, Le Club des jeunes enfants). En 1929, Kitazawa entreprend un long voyage en Europe, en Afrique et aux Amériques. De passage à Paris en 1929, il expose en présence de Léonard Foujita et y reçoit la Légion d'honneur.
À la fin de l'ère Meiji, à l'ère Taishō (1912-1926), Ippei Okamoto (岡本 一平, Okamoto Ippei) dessine des mangas pour le quotidien Asahi Shinbun. Il est l'un des inspirateurs du mouvement des « Nouveaux représentants progressistes du manga » qui introduit au Japon les comics, entre autres Bringing up Father (La famille Illico) de Geo McManus parait dans Asahi Gurafu (アサヒグラフ). Si à cette époque tous les mangas utilisent plus ou moins la bulle, il y a encore beaucoup de texte écrit dans les dessins. Le premier à généraliser l'emploi de la bulle est Katsuichi Kabashima (樺島 勝一, Kabashima Katsuichi) qui dessine Les Aventures de Shōchan (正チヤンの冒険, Shōchan no bōken) accompagné de son écureuil dans le premier numéro de Asahi Gurafu en 1923,.
C'est Okamoto qui invente le terme de manga kisha (漫画記者, journaliste de manga) et qui crée la première association de mangaka appelée Tokyo manga kai (東京漫画会, Rencontres des mangas de Tokyo) en 1915, qui devient en 1923 le Nihon manga kai (日本漫画会, Rencontres des mangas du Japon) et en 1942 le Nihon manga hōkōkai (日本漫画奉公会, Rencontres au service des mangas du Japon) avec pour premier président Kitazawa.
La satire et la caricature sont féroces envers le pouvoir en place et, en 1925, le gouvernement établit une censure en promulguant une « Loi de préservation de la paix ». La presse japonaise devient « politiquement correcte » mais la publication de mangas se développe. Des magazines féminins comme Shufu no tomo (主婦の友, L'ami des ménagères) ou Fujin Club (婦人倶楽部, Le Club des femmes) publient aussi des mangas à destination de leurs lectorats ou pour des mères de familles qui lisent ces mangas à leurs enfants.

#### Corée
C'est en 1883 que paraît le premier journal coréen Hanseong sunbo. Le 2 juin 1909, avec la première parution du Daehan minbo, apparaît le premier manhwa ou caricature. En première page, sous le titre Saphwa, les Coréens peuvent découvrir l'œuvre du caricaturiste Lee Do-yeong. Gravés sur bois, les fonctionnaires pro-japonais y sont représentés sous des traits de singes. Mais le journal est censuré par l'occupant japonais en 1910.
À la suite du soulèvement de 1919 qui suit la répression Samil, le gouverneur japonais Saitô Makoto relâche un peu son emprise. Le shinmunhak (renouveau culturel et littéraire) permet un développement de la presse et à partir de 1920 de nouveaux titres apparaissent favorisant l'essor des manhwas. À partir de 1924, avec Meongteongguri heonmulkyeogi (Les vains efforts d'un idiot) dessiné par Noh Su-hyeong et publié dans le Chosun Ilbo, le manhwa commence à adopter les conventions de la bande dessinée occidentale (cases et bulles).

## Des années 1930 aux années 1950

### En Europe de 1934 à 1949
Un double mouvement vient d’être initié par Dimanche Illustré : d’abord l’intérêt des jeunes principalement mais aussi du public familial, c’est toute la famille qui ouvre le journal du dimanche pour lire sur la page de gauche les aventures de Bicot et sur la page de droite Zig et Puce à la recherche de l’Amérique ; ensuite la découverte des bandes dessinées américaines. Et c’est aussi sur la base d’un matériel américain que va se développer l’intérêt de la bande dessinée en Europe.
Le public des jeunes de 7 à 77 ans déjà satisfait par des créateurs belges, découvre les bandes dessinées en provenance des États-Unis.

#### En France

##### Premier âge d'or
Le 21 octobre 1934, est publié le premier numéro du Journal de Mickey fondé par Paul Winkler qui dirige l'agence de presse Opera Mundi. Depuis 1929, il place les séries de la King Features Syndicate dans les journaux français mais la frilosité des éditeurs envers la bande dessinée le pousse à vouloir créer son propre support de diffusion. À la suite d'un voyage aux États-Unis, il revient avec l'autorisation par Walt Disney de publier un journal avec comme vedette Mickey Mouse. Les séries publiées dans Le Journal de Mickey sont toutes américaines à quelques exceptions près. Tiré à plus de quatre cent mille exemplaires, cette réussite va obliger les autres maisons d'éditions françaises à réagir. Mais ce succès va par contre faire le malheur des auteurs français. Les séries américaines étant bien moins chères que la production des auteurs nationaux, elles vont peu à peu envahir le marché français. Quelques exceptions avec des séries créées avant cette période que parviennent à survivre notamment celle de Louis Forton, qui après la mort de leur créateur en 1934, sont reprises par Aristide Perré et Gaston Callaud respectivement pour Les Pieds Nickelés et Bibi Fricotin ou quelques rares créations comme Futuropolis de René Pellos. En réaction au Journal de Mickey, La Librairie Moderne lance Jumbo et la Société parisienne d'édition les journaux Junior, Boum et Hardi.

##### Pendant la guerre
La guerre qui débute en septembre 1939 ne perturbe pas trop les illustrés français jusqu'au début de l'occupation à la mi-juin 1940. La plupart quitte Paris pour paraître en zone non occupée, ceux qui restent comme Hurrah (devenus Tarzan) ou L'Audacieux vont disparaître au bout de quelques mois. Avec l'entrée en guerre des États-Unis les séries américaines disparaissent au profit de série plus française. La censure allemande va frapper fort et il n'est pas rare que les journaux paraissent avec des morceaux de pages blanches à la place des textes ou dessins censurés par l'occupant. À partir de 1942, de nombreux illustrés comme Pierrot, Lisette ou encore Fillette vont disparaître remplacé par des journaux fondés par l'occupant qui va s'apercevoir de l'importance de ce média pour toucher la jeunesse française. En janvier 1943 paraît ainsi Le Téméraire. Très orienté idéologiquement, il publie des séries de bande dessinée dont les méchants représentent souvent la caricature du juif ou de leurs ennemis anglais et soviétiques par les nazis ; l'idéologie est encore plus orientée dans les rédactionnels. Il s'agit aussi du premier illustré entièrement dessiné par des auteurs français, mais néanmoins de bonne qualité avec des auteurs comme Auguste Liquois, Francis Josse ou encore Erik. Il permet aussi à des jeunes auteurs comme Raymond Poïvet ou Jean Ache de débuter. La libération en août 1944 va signer la fin de cet illustré, comme de tous ceux qui étaient par l'occupant : Le Mérinos, Fanfan La Tulipe ou encore Les Cahiers d'Ulysse seuls journaux de récits complets dignes d’intérêt.

##### Après guerre et adoption de la censure
À partir de l'été 1944 la France est libérée de l'occupation. De nombreux illustrés réapparaissent malgré le manque de papier. En 1945, la volonté politique du Gouvernement provisoire est de favoriser la parution de journaux liés à des éditeurs résistants. Les périodiques vont se multiplier et comme la bande dessinée américaine peine à revenir sur le marché français les auteurs français ont du travail. Parmi les illustrés qui réapparaissent, Lisette, Pierrot ou Filette qui reprennent leurs anciennes formules d'avant-guerre. Cette multiplication des titres ne se traduit pas par une hausse de la qualité, les auteurs produisant des histoires assez faible scènaristiquement. L'arrivée en France de journaux belges comme Tintin ou Spirou va mettre fin à cet état de grâce pour les auteurs français. Le 16 juillet 1949, est créée, sur pression des communistes et catholiques, la commission de surveillance et de contrôle des publications destinées à l'enfance et à l'adolescence, qui vise principalement les bande dessinées étrangères et surtout américaines et qui oblige les éditeurs à se conformer aux normes éducatives fixés.
Vaillant, le journal le plus captivant, puis Vaillant, le journal de Pif, à partir des années 1960, est un journal français hebdomadaire de bandes dessinées créé en 1945, auquel collaborait José Cabrero Arnal. Il reprenait les planches de Pif publiées dans le journal L'Humanité.  Il est devenu Pif Gadget en 1969. Ce nouveau titre et sa formule Tout en récit complet, connaît vite un très grand succés. Ses nouveaux héros, Loup Noir, Corto Maltese, Docteur Justice, et bien sûr Rahan, fils des âges farouches, vont propulser ses ventes hebdomadaires à plusieurs centaines de milliers d'exemplaires. Ainsi, il détient le record des ventes à cette époque de la presse enfantine en Europe. Ses séries seront reprises dans beaucoup de périodiques étrangers, comme Yps en Allemagne. Cette formule avec un gadget surprise, en plus de la qualité de ses publications en font un nouveau journal entièrement à part. Le no 137 avec les "Pois sauteurs" du Mexique, comme le no 60, avec en cadeau les "Artemias salinas", appelées Pifises, atteindront le million d'exemplaires vendus. Du jamais vu auparavant dans la presse destinée aux plus jeunes...
Cette même année 1949 paraît pour la première fois une bande dessinée verticale dans France-Soir réalisée par Paul Gordeaux avec des dessins de Jean Bellus.

### Aux États-Unis de 1934 à 1954: l'âge d'or des comics

#### Arrivée des super-héros
En 1933, la bande dessinée américaine va connaître une nouvelle révolution avec l'apparition du format comic book inventé par Max Gaines. D'abord collection de comic strips déjà publiés dans des journaux, le comic book devient un format de diffusion de bandes dessinées originales. Le premier comic book s'appelle Famous Funnies et sort en février 1934, il reprend des strips tels que Joe Palooka, Mutt and Jeff, Hairbreadth Harry.
En mars 1938, la bande dessinée américaine va connaître une nouvelle révolution, après celle de l'apparition du comic book, en voyant surgir le premier super-héros. Superman, créé par Joe Shuster et Jerry Siegel, naît dans les pages de Action Comics publié par National Allied Publications. C'est un énorme succès et les ventes atteignent le million d'exemplaires. D'autres super-héros vont bientôt suivre : Captain Marvel créé en 1940 par C. C. Beck pour Fawcett Comics, Namor de Bill Everett ou Human Torch de Carl Burgos pour Atlas, Flash de Gardner Fox et Harry Lampert, Green Lantern de Bill Finger et Martin Nodell, Wonder Woman de William Moulton Marston et H. G. Peter pour All Star Comics, Sensation Comics et All American Comics, Batman, de Bob Kane et Bill Finger pour National Allied Publications, etc. Dans un format particulier naît à la même époque Le Spirit de Will Eisner qui paraît sous la forme d'un supplément de 16 pages insérés dans des journaux.
En décembre 1940 paraît Captain America, de Joe Simon et Jack Kirby, qui va lancer la mode des super-héros patriotes prêts à en découdre avec les nazis bien que les États-Unis ne soient pas encore en guerre. Ce phénomène va s'accentuer après Pearl Harbor et la lutte contre l'Allemagne et le Japon va être un thème prédominant.

#### Crise de l'après-guerre
Lorsque les alliés remportent la guerre, les héros patriotes n'ont plus de raison d'être et ce sous-genre va connaître un arrêt brutal. Le désintérêt des lecteurs va aussi toucher les comics de super-héros classiques. Si les plus importants (Superman, Batman, Captain Marvel, etc.) continuent à bien se vendre, de nombreux autres vont disparaître. Les lecteurs vont se tourner vers d'autres genres comme les comics policiers, ceux de romance et ceux consacrés aux récits d'horreur. Les comics de romance ne sont qu'une passade car ils apparaissent en juin 1947, connaissent un pic de production en 1949 et sont délaissés en 1950.
Les comics, à cette époque, ne connaissent pas la censure. Seul l'éditeur décide de ce qu'il autorise à la publication. Des associations vont s'offusquer de cette liberté qui permet à des enfants de lire des récits qui, selon elles, peuvent les déstabiliser et les conduire au crime. Ces critiques violentes trouvent un meilleur écho lorsque le psychiatre Fredric Wertham les relaient dans son ouvrage Seduction of the Innocent et dans les interviews qu'il donne aux journaux. En 1953, Une commission sénatoriale va être créée pour juger de la nocivité des comics. Par crainte de l'instauration d'un organe officiel de censure, les éditeurs vont décider la création d'un organisme qu'ils financeront et qui apposera son sceau sur les comics qui respectent les règles de bienséance qu'il aura édicté. Cela entraîne la disparition des comics de guerre et d'horreurs et une forme de censure qui va perdurer jusqu'en 2011, même si elle s'affaiblit au cours des années.

### Au Japon de 1931 à 1950
À partir de la guerre sino-japonaise, et comme plus tard aux États-Unis ou en Italie, la presse, y compris les mangas, se met au service de l'état pour soutenir l'effort de guerre. Cela n'empêche pas le très antimilitariste Norakuro (のらくろ) de Suihō Tagawa, le manga d'un chien paresseux engagé dans l'armée impériale, première série longue. C'est comme cela que les japonais lisent aussi les aventures de Speed Tarō (スピード太郎, Supīdo Tarō) de Sakō Shishido (宍戸 左行, Shishido Sakō), qui déjoue toutes sortes de conjurations étrangères, et celles de Dankichi dans Bōken Dankichi (冒険ダン吉, « Les Aventures de Dankichi ») de Keizō Shimada (島田啓三, Shimada Keizō). Ce seront les séries les plus populaires au Japon jusqu'au milieu des années 1940 pendant lesquelles toute la presse ainsi que toutes les activités culturelles et artistiques subissent la censure du gouvernement militaire, ce dernier n'hésitant pas à mobiliser ces milieux à des fins de propagande.

## Années d'après guerre 1950 à 1980

### Aux États-Unis

#### Âge d'argent (1956-1970)

##### Retour des super-héros
Après l'instauration du comics code, les attaques contre les comics disparaissent et les séries les plus horribles n'existent plus. Le renouveau des comics a lieu en septembre 1956 avec la parution du no 4 du comic book Showcase qui marque le début de l'âge d'argent des comics. Dans ce comics, édité par DC Comics est recréé le personnage de Flash par les scénaristes Robert Kanigher et John Broome et le dessinateur Carmine Infantino. Par la suite, toujours dans ce même comic book seront créés d'autres personnages qui gagneront leurs propres séries, ce qui lancera définitivement l'âge d'argent. En août 1961 Stan Lee, scénariste et rédacteur en chef chez Atlas crée en collaboration avec Jack Kirby les Quatre fantastiques. Cela est suivi de Hulk en mai 1962 (Stan Lee et Jack Kirby Thor en août 1962 (Stan Lee et Jack Kirby), Spider-Man en août 1962 (Stan Lee et Steve Ditko), Les X-Men et Les Vengeurs tous deux en septembre 1963 (Stan Lee et Jack Kirby), etc. Le succès de ces séries fait de Marvel la première maison d'édition devant DC. DC et Marvel vont dominer peu à peu le marché des comics mais cela ne signifie pas la disparition des autres maisons d'éditions. Dell Comics, Gilberton Publications, Harvey Comics ou encore Charlton Comics sont des éditeurs qui attirent toujours des lecteurs.

##### Magazines
La Bande dessinée est aussi présente sous forme de magazine qui proposent des contenus plus adultes. EC Comics continue de publier Mad et Warren Publishing publie le magazine humoristique Help dont le rédacteur en chef est Harvey Kurtzman puis, à partir de la fin 1964, les magazines d'horreurs Creepy, Eerie et Vampirella en septembre 1969.

##### Bande dessinée underground
La fin des années 1960 marque l'essor de la bande dessinée underground, appelé aussi comix. Le contenu plus adulte, plus politique et parfois à la limite de la pornographie échappe à la censure grâce à un système particulier de diffusion. On ne trouve pas ces revues dans les kiosques mais sur les campus ou dans des boutiques spécialisés dans la vente de produits de la contre-culture. Parmi les auteurs les plus connus on trouve Art Spiegelman, Gilbert Shelton et Robert Crumb qui publie le comic book Zap comics en 1967.

#### Âge de bronze (1970-1986)

##### De nouvelles formes de récit
À partir des années 1970 la bande-dessinée américaine va connaître ce que l'on appelle l'âge de bronze des comics, caractérisé par de nombreux changements. Les histoires gagnent en réalisme. Ainsi parmi les dates le plus souvent retenues pour marquer le début de cette période on trouve celle de mai-juillet 1971 qui correspond à trois numéros de Amazing Spider-Man et dans lesquels est abordé le problème de la drogue. Ceci amènera à une réécriture du comics code. La mention de drogue devient acceptable s'il s'agit de la condamner.
Cette période est aussi marquée par la disparition des comics underground et l'érosion des ventes de comics même si certaines séries résistent comme Superman, Batman ou gagnent même des lecteurs comme les X-men qui, recréés en 1975, voient leurs ventes progresser sous la conduite de Chris Claremont au scénario et John Byrne au dessin. Ces deux auteurs font partie d'une nouvelle vague d'auteurs qui arrivent dans les années 1970 et commence à remplacer les artistes de l'âge d'or et de l'âge d'argent.
Ces auteurs vont travailler dans de nouvelles conditions : de nouveaux genres sont abordés et de nouveaux formats sont essayés. L'heroic fantasy, l'horreur ou le kung fu prennent place à côté des super-héros et on trouve des adaptations de Conan le Barbare, des comics d'horreur tels que The Tomb of Dracula, des personnages pratiquant les arts martiaux comme Iron Fist,.
Parallèlement des nouveaux formats paraissent à côté du comic book. La mini-série reste au format comic book mais abandonne l'idée de suite puisqu'elle est un ensemble de comics racontant une histoire complète. Plus révolutionnaire est le roman graphique qui est un album unique racontant une histoire complète. En 1971, sort Blackmark d'Archie Goodwin et Gil Kane qui, rétrospectivement, a été surnommé « le premier roman graphique américain » mais c'est en 1976 qu'est publié Bloodstar de Richard Corben défini comme roman graphique sur la couverture.

##### De nouvelles formes de vente
Les comics connaissent donc de nombreuses mutations qui sont aussi liées à des modifications dans le mode de distribution et la création de nouveaux lieux de vente, les magasins spécialisés dans la vente de comics. Les comics dès lors peuvent trouver des points de vente et des lecteurs même s'ils ne sont pas au format habituel ou s'ils traitent de contenus adultes. Des éditeurs indépendants, parfois issus du monde de l'underground, vont alors pouvoir naître comme Pacific Comics, qui est le premier éditeur à proposer des comics accessibles uniquement dans les magasins spécialisés, Kitchen Sink Press, Eclipse Comics, etc. Tous ces nouveaux éditeurs vont prendre la place de groupes existants qui ne parviennent pas à s'adapter à tous ces changements. Ainsi, Dell disparaît en 1973 et Warren Publishing en 1983..

### En Asie

#### Développement des mangas
Sous l'occupation américaine, les mangaka d'après-guerre subissent l'énorme influence des comic strip qui sont alors traduits et diffusés en grand nombre dans la presse quotidienne japonaise. Sazae-san de Machiko Hasegawa sera le premier grand succès d'après-guerre. Cette génération d'auteurs a vu leurs villes rasées, leurs pères vaincus, leur empereur déchu de sa divinité, et ce que leurs idéologies véhiculaient jeté dans les poubelles de l'Histoire par les vainqueurs.
L'un d'entre eux, influencé par Walt Disney, révolutionnera le genre et donnera naissance au manga moderne : il s'agit du célèbre Osamu Tezuka. C'est en effet Tezuka qui introduira le mouvement dans la bande dessinée japonaise par des effets graphiques comme des traits ou des onomatopées soulignant toutes les actions comportant un déplacement, mais aussi et surtout par l'alternance des plans et des cadrages comme il est en usage au cinéma, rompant ainsi avec une tradition théâtrale, les personnages étant jusque-là toujours représentés en pied, à égale distance et au centre de l'image. On considère généralement Shin-Takarajima (新宝島, lit. « La nouvelle île au trésor »), parue en 1947, comme marquant le début du manga moderne.
L'animation étant la véritable passion de Tezuka, il réalisa la première série d'animation japonaise pour la télévision en janvier 1963, d'après l'une de ses œuvres : Tetsuwan Atom (鉄腕アトム, Tetsuwan Atomu), plus connue en France sous le nom d'Astro, le petit robot. Finalement, le passage du papier au petit écran devint courant et l'aspect commercial du manga prit de l'ampleur. Tezuka bouleversa le mode d'expression du manga, en explora les différents genres – alors principalement infantiles – et en inventa de nouveaux. Il inspira de nombreux artistes tels que le duo Fujiko Fujio (Obake no Q-tarō , Doraemon), Fujio Akatsuka (Tensai bakabon) et Shōtarō Ishinomori (Cyborg 009, Kamen Rider) qui se succédèrent au Tokiwasō, voire Leiji Matsumoto (Galaxy Express 999).
Les années 1960 voient l'émergence de manga plus dramatiques dans lesquels sont abordés des sujets plus « sérieux » et réalistes, appelés gekiga. Initié par Yoshihiro Tatsumi en fer de lance, Masahiko Matsumoto et Takao Saitō (Golgo 13), le style influencera notamment Sanpei Shirato (Ninja bugeichō, Kamui den), Shigeru Mizuki (Kitaro le repoussant) et Tetsuya Chiba (Ashita no Joe), la plupart de ces auteurs participant au magazine d'avant-garde Garo.
En 1964 nait l'association des mangaka du Japon (日本漫画家協会, Nihon mangaka kyōkai), qui décerne des prix annuels à partir de 1972.
À la fin des années 60, Yoshiharu Tsuge (La vis), développe le «manga du moi» (watakushi manga), introduisant la thématique autobiographique en bande dessinée. Il est en outre pionnier du récit de voyage, de la retranscription des rêves et des fantasmes.
Dans les années 1970, le manga pour filles, écrit par des femmes (shōjo) se développe à l'initiative du groupe de l'an 24, notamment Moto Hagio (Poe no ichizoku ) et Keiko Takemiya (Kaze to ki no uta), puis de Riyoko Ikeda (La Rose de Versailles), Suzue Miuchi (Glass no Kamen), et Yumiko Igarashi et Kyoko Mizuki (Candy Candy). Mettant en avant les relations psychologiques des personnages, il se détache des mangas pour garçons (shōnen).

## Depuis 1980
D'après Les Échos en 2014, « la France est devenue la terre d'accueil de la BD » et la bande dessinée « représente 12 % du marché de l'édition en France contre 2-3 % en Espagne, 5 % en Italie et à peine 8 % aux États-Unis ».

### Aux États-Unis
Au milieu des années 1980, la bande dessinée américaine entre dans l'âge moderne des comics. Trois comics, tous publiés par DC Comics, sont considérés comme point de départ de cet âge moderne. Il s'agit de Crisis on Infinite Earths qui permet la réécriture des origines des super-héros et leur adaptation au monde contemporain, de The Dark Knight Returns et de Watchmen. Les thèmes sont plus adultes et la violence est plus présente. Par la suite ce type de récits se développe avec des comics tels que Sandman de Neil Gaiman. Produire des contenus plus adultes n'est pas sans danger et en 1986 les comics commencent à être vilipendés par des associations comme pervertissant la jeunesse. Cela aboutit à la mise en place d'une classification par âge chez DC et par l'affirmation chez Marvel d'observer les règles du CCA.

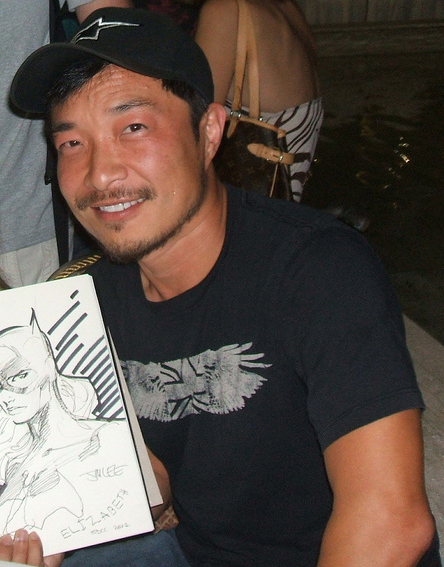
Jim Lee : Un des fondateurs d'Image Comics.

Jusqu'au milieu des années 1980, le lectorat des comics s'érode et les ventes peu à peu diminuent mais celles-ci vont de nouveau augmenter grâce à la conjugaison de plusieurs éléments. Tout d'abord une nouvelle génération d'artistes arrive et plus précisément chez Marvel Comics : Todd McFarlane, Jim Lee, Rob Liefeld et quelques autres sont chargés de prendre en main des héros importants tels que les X-Men et Spider-Man. Les ventes des séries s'envolent d'autant que des stratégies éditoriales, comme les crossovers participent à ce phénomène. Cela entraîne la formation d'une bulle spéculative qui se traduit par des records de ventes. Ainsi, le premier numéro de Spider-Man par McFarlane se vend à 3 millions d'exemplaires. Cette spéculation se développe car des acheteurs font le pari d'une revente à un prix élevé de numéros exceptionnels. Les éditeurs encourage cet engouement en multipliant les séries et les numéros spéciaux. Ils créent aussi des couvertures originales (embossage, découpes, etc.) pour donner de la valeur à n'importe quel comics. De nouvelles maisons d'éditions vont tenter de suivre le mouvement. Ainsi, Valiant Comics devient la troisième maison d'édition derrière Marvel et DC et Image Comics est fondée en 1992 par des vedettes venues de Marvel comme Rob Liefeld, Todd McFarlane ou Jim Lee.
En 1993, la bulle spéculative éclate et les spéculateurs quittent le marché des comics. Cela entraîne une crise importante qui touche tous les types d'entreprises liées au secteur des comics. Le nombre des magasins de comics en 1996 passe de 10 000 à 4 000. Les entreprises de distribution disparaissent et en 1994, il n'en reste qu'une seule. De nombreux éditeurs disparaissent dont Valiant Comics. En 1996, Marvel Comics est au bord de la faillite. Image, de son côté, est menacé d'implosion quand deux de ses fondateurs Rob Liefeld et Jim Lee quittent la société. Après cette crise les ventes reviennent au niveau des années 1980.
Pour retrouver un lectorat fidèle les éditeurs commencent à porter de nouveau une attention plus importante au scénario. Les récits sont plus complexes et des scénaristes de cinéma, de télévision ou des romanciers sont appelés pour écrire des scénarios de comics.
La complexité des scénarios aboutit assez souvent à la mise en place d'une intrigue qui se développe dans plusieurs séries. Ainsi Batman : Knightfall est une histoire, publiée par DC Comics, qui compte 20 épisodes répartis sur 4 séries. Ces crossovers ont peu à peu tendance à devenir un évènement habituel et sont supposés transformer de façon importante l'univers des super-héros : DC produit régulièrement des Crisis comme Infinite Crisis (2005-2006) ou Final Crisis en 2008. En 2011, le crossover Flashpoint amène la recréation complète de l'univers DC et tToutes les séries recommencent avec un nouveau numéro 1.
Les héros sont ainsi constamment recréés, que ce soit dans l'univers classique ou dans des versions alternatives. Marvel crée une collection Ultimate dans laquelle les super-héros sont actualisés, une collection MAX adulte et une collection pour enfants.
Les comic strips connaissent aussi une crise et leur place se réduit dans les journaux mais par ailleurs, depuis les années 1980 un nouveau mode de diffusion de bandes dessinées s'installe. En utilisant les réseaux électroniques, des auteurs publient leurs œuvres sous forme de webcomic. Le succès aidant, ils choisissent parfois de les éditer sous la forme de livres. En sens inverse, les éditeurs de comics (Marvel, DC, Boom, etc.) diffusent maintenant les œuvres papier sur Internet.

### En Asie
En 1985, Tezuka Osamu reçoit le prix culturel de Tokyo, et en 1990, l'année qui a suivi sa mort, le Musée d'art moderne de Tokyo lui consacre une exposition. Cet événement marque l'introduction du manga dans l'histoire culturelle japonaise.